# Az Amerikai Egyesült Államok az 1992. évi nyári olimpiai játékokon
Az Amerikai Egyesült Államok a spanyolországi Barcelonában megrendezett 1992. évi nyári olimpiai játékok egyik részt vevő nemzete volt. Az országot az olimpián 25 sportágban 527 sportoló képviselte, akik összesen 108 érmet szereztek.

## Érmesek
| Érem  | Versenyző | Sportág       | Versenyszám                    |
| ----- | --- | ------------- | ------------------------------ |
| Arany | Mike Marsh | Atlétika      | Férfi 200 m                    |
| Arany | Quincy Watts | Atlétika      | Férfi 400 m                    |
| Arany | Kevin Young | Atlétika      | Férfi 400 m gát                |
| Arany | Leroy Burrell James Jett Carl Lewis Mike Marsh Dennis Mitchell | Atlétika      | Férfi 4 × 100 m váltó          |
| Arany | Darnell Hall Chip Jenkins Michael Johnson Steve Lewis Andrew Valmon Quincy Watts | Atlétika      | Férfi 4 × 400 m váltó          |
| Arany | Carl Lewis | Atlétika      | Férfi távolugrás               |
| Arany | Mike Conley Sr. | Atlétika      | Férfi hármasugrás              |
| Arany | Mike Stulce | Atlétika      | Férfi súlylökés                |
| Arany | Gail Devers | Atlétika      | Női 100 m                      |
| Arany | Gwen Torrence | Atlétika      | Női 200 m                      |
| Arany | Evelyn Ashford Michelle Finn Carlette Guidry-White Esther Jones Gwen Torrence | Atlétika      | Női 4 × 100 m váltó            |
| Arany | Jackie Joyner-Kersee | Atlétika      | Női hétpróba                   |
| Arany | John Smith | Birkózás      | Férfi szabadfogás, 62 kg       |
| Arany | Kevin Jackson | Birkózás      | Férfi szabadfogás, 82 kg       |
| Arany | Bruce Baumgartner | Birkózás      | Férfi szabadfogás, 130 kg      |
| Arany | Joe Jacobi Scott Strausbaugh | Kajak-kenu    | Férfi szlalom kenu kettes      |
| Arany | Nemzeti válogatott Charles Barkley Larry Bird Clyde Drexler Patrick Ewing Magic Johnson Michael Jordan Christian Laettner Karl Malone Chris Mullin Scottie Pippen David Robinson John Stockton         | Kosárlabda    | Férfi                          |
| Arany | Mark Lenzi | Műugrás       | Férfi egyéni műugrás           |
| Arany | Oscar De La Hoya | Ökölvívás     | Könnyűsúly                     |
| Arany | Launi Meili | Sportlövészet | Női sportpuska, összetett      |
| Arany | Kristen Babb-Sprague | Szinkronúszás | Egyéni                         |
| Arany | Karen Josephson Sarah Josephson | Szinkronúszás | Páros                          |
| Arany | Jennifer Capriati | Tenisz        | Női egyes                      |
| Arany | Gigi Fernández Mary Joe Fernández | Tenisz        | Női páros                      |
| Arany | Trent Dimas | Torna         | Férfi nyújtó                   |
| Arany | Nelson Diebel | Úszás         | Férfi 100 m mell               |
| Arany | Mike Barrowman | Úszás         | Férfi 200 m mell               |
| Arany | Pablo Morales | Úszás         | Férfi 100 m pillangó           |
| Arany | Melvin Stewart | Úszás         | Férfi 200 m pillangó           |
| Arany | Matt Biondi Joe Hudepohl Tom Jager Shaun Jordan Jon Olsen Joel Thomas | Úszás         | Férfi 4 × 100 m gyorsváltó     |
| Arany | David Berkoff Matt Biondi Hans Dersch Nelson Diebel Pablo Morales Jon Olsen Jeff Rouse Melvin Stewart                                                                                                  | Úszás         | Férfi 4 × 100 m vegyes váltó   |
| Arany | Nicole Haislett | Úszás         | Női 200 m gyors                |
| Arany | Janet Evans | Úszás         | Női 800 m gyors                |
| Arany | Summer Sanders | Úszás         | Női 200 m pillangó             |
| Arany | Crissy Ahmann-Leighton Nicole Haislett Angel Martino Ashley Tappin Jenny Thompson Dara Torres | Úszás         | Női 4 × 100 m gyorsváltó       |
| Arany | Crissy Ahmann-Leighton Nicole Haislett Megan Kleine Lea Loveless Anita Nall Summer Sanders Jenny Thompson Janie Wagstaff                                                                               | Úszás         | Női 4 × 100 m vegyes váltó     |
| Arany | Harold Haenel Mark Reynolds | Vitorlázás    | Csillaghajó                    |
| Ezüst | Steve Lewis | Atlétika      | Férfi 400 m                    |
| Ezüst | Tony Dees | Atlétika      | Férfi 110 m gát                |
| Ezüst | Mike Powell | Atlétika      | Férfi távolugrás               |
| Ezüst | Charles Simpkins | Atlétika      | Férfi hármasugrás              |
| Ezüst | Jim Doehring | Atlétika      | Férfi súlylökés                |
| Ezüst | LaVonna Martin | Atlétika      | Női 100 m gát                  |
| Ezüst | Sandra Farmer-Patrick | Atlétika      | Női 400 m gát                  |
| Ezüst | Denean Howard-Hill Natasha Kaiser-Brown Jearl Miles Rochelle Stevens Gwen Torrence Dannette Young | Atlétika      | Női 4 × 400 m váltó            |
| Ezüst | Dennis Koslowski | Birkózás      | Férfi kötöttfogás, 100 kg      |
| Ezüst | Zeke Jones | Birkózás      | Férfi szabadfogás, 52 kg       |
| Ezüst | Kenny Monday | Birkózás      | Férfi szabadfogás, 74 kg       |
| Ezüst | Jason Morris | Cselgáncs     | Férfi váltósúly                |
| Ezüst | Thomas Bohrer William Burden Patrick Manning Jeffrey McLaughlin | Evezés        | Férfi kormányos nélküli négyes |
| Ezüst | Shelagh Donohoe Cynthia Eckert Carol Feeney Amy Fuller | Evezés        | Női kormányos nélküli négyes   |
| Ezüst | Scott Donie | Műugrás       | Férfi egyéni toronyugrás       |
| Ezüst | Chris Byrd | Ökölvívás     | Középsúly                      |
| Ezüst | Robert Foth | Sportlövészet | Férfi sportpuska, összetett    |
| Ezüst | Shannon Miller | Torna         | Női gerenda                    |
| Ezüst | Shannon Miller | Torna         | Női egyéni összetett           |
| Ezüst | Matt Biondi | Úszás         | Férfi 50 m gyors               |
| Ezüst | Jeff Rouse | Úszás         | Férfi 100 m hát                |
| Ezüst | Greg Burgess | Úszás         | Férfi 200 m vegyes             |
| Ezüst | Eric Namesnik | Úszás         | Férfi 400 m vegyes             |
| Ezüst | Jenny Thompson | Úszás         | Női 100 m gyors                |
| Ezüst | Janet Evans | Úszás         | Női 400 m gyors                |
| Ezüst | Anita Nall | Úszás         | Női 100 m mell                 |
| Ezüst | Crissy Ahmann-Leighton | Úszás         | Női 100 m pillangó             |
| Ezüst | Summer Sanders | Úszás         | Női 200 m vegyes               |
| Ezüst | Mike Gebhardt | Vitorlázás    | Férfi szörfvitorlázás          |
| Ezüst | Brian Ledbetter | Vitorlázás    | Férfi finn dingi               |
| Ezüst | Kevin Burnham Morgan Reeser | Vitorlázás    | Férfi 470-es osztály           |
| Ezüst | Keith Notary Randy Smyth | Vitorlázás    | Tornádó                        |
| Ezüst | Stephen Bourdow Paul Foerster | Vitorlázás    | Repülő hollandi                |
| Ezüst | James Brady Douglas Kern Kevin Mahaney | Vitorlázás    | Soling                         |
| Bronz | Dennis Mitchell | Atlétika      | Férfi 100 m                    |
| Bronz | Michael Bates | Atlétika      | Férfi 200 m                    |
| Bronz | Johnny Gray | Atlétika      | Férfi 800 m                    |
| Bronz | Jack Pierce | Atlétika      | Férfi 110 m gát                |
| Bronz | Hollis Conway | Atlétika      | Férfi magasugrás               |
| Bronz | Joe Greene | Atlétika      | Férfi távolugrás               |
| Bronz | Dave Johnson | Atlétika      | Férfi tízpróba                 |
| Bronz | Lynn Jennings | Atlétika      | Női 10 000 m                   |
| Bronz | Janeene Vickers | Atlétika      | Női 400 m gát                  |
| Bronz | Jackie Joyner-Kersee | Atlétika      | Női távolugrás                 |
| Bronz | Rodney Smith | Birkózás      | Férfi kötöttfogás, 68 kg       |
| Bronz | Christopher Campbell | Birkózás      | Férfi szabadfogás, 90 kg       |
| Bronz | Stephanie Maxwell-Pierson Anna Seaton | Evezés        | Női kormányos nélküli kettes   |
| Bronz | Greg Barton | Kajak-kenu    | Férfi kajak egyes 1000 m       |
| Bronz | Dana Chladek | Kajak-kenu    | Női szlalom kajak egyes        |
| Bronz | Erin Hartwell | Kerékpározás  | Férfi egyéni időfutam          |
| Bronz | Rebecca Twigg | Kerékpározás  | Női egyéni üldözőverseny       |
| Bronz | Nemzeti válogatott Vicky Bullett Daedra Charles Cynthia Cooper Clarissa Davis Medina Dixon Teresa Edwards Tammy Jackson Carolyn Jones Katrina McClain Suzanne McConnell Vickie Orr Teresa Weatherspoon | Kosárlabda    | Női                            |
| Bronz | Charlotte Bredahl Robert Dover Carol Lavell Michael Poulin | Lovaglás      | Díjlovaglás, csapat            |
| Bronz | Norman Dello Joio | Lovaglás      | Díjugratás, egyéni             |
| Bronz | Mary Ellen Clark | Műugrás       | Női egyéni toronyugrás         |
| Bronz | Tim Austin | Ökölvívás     | Légsúly                        |
| Bronz | Nemzeti válogatott Nick Becker Carlos Briceno Bob Ctvrtlik Scott Fortune Dan Greenbaum Brent Hilliard Bryan Ivie Douglas Partie Bob Samuelson Eric Sato Jeff Stork Steve Timmons                       | Röplabda      | Férfi                          |
| Bronz | Nemzeti válogatott Janet Cobbs Tara Cross-Battle Lori Endicott Caren Kemner Ruth Lawanson Tammy Liley Elaina Oden Kimberley Oden Teee Sanders Liane Sato Paula Weishoff Yoko Zetterlund                | Röplabda      | Női                            |
| Bronz | Mary Joe Fernández | Tenisz        | Női egyes                      |
| Bronz | Shannon Miller | Torna         | Női talaj                      |
| Bronz | Shannon Miller | Torna         | Női felemás korlát             |
| Bronz | Wendy Bruce Dominique Dawes Shannon Miller Betty Okino Kerri Strug Kim Zmeskal | Torna         | Női csapat összetett           |
| Bronz | Tom Jager | Úszás         | Férfi 50 m gyors               |
| Bronz | David Berkoff | Úszás         | Férfi 100 m hát                |
| Bronz | Doug Gjertsen Joe Hudepohl Scott Jaffe Dan Jorgensen Jon Olsen Melvin Stewart | Úszás         | Férfi 4 × 200 m gyorsváltó     |
| Bronz | Angel Martino | Úszás         | Női 50 m gyors                 |
| Bronz | Lea Loveless | Úszás         | Női 100 m hát                  |
| Bronz | Anita Nall | Úszás         | Női 200 m mell                 |
| Bronz | Summer Sanders | Úszás         | Női 400 m vegyes               |
| Bronz | Julia Trotman | Vitorlázás    | Női europe                     |
| Bronz | Pamela Healy Jennifer Isler | Vitorlázás    | Női 470-es osztály             |

| Sport         |    |    |    | Összesen |
| Asztalitenisz | 0  | 0  | 0  | 0        |
| Atlétika      | 12 | 8  | 10 | 30       |
| Baseball      | 0  | 0  | 0  | 0        |
| Birkózás      | 3  | 3  | 2  | 8        |
| Cselgáncs     | 0  | 1  | 0  | 1        |
| Evezés        | 0  | 2  | 1  | 3        |
| Íjászat       | 0  | 0  | 0  | 0        |
| Kajak-kenu    | 1  | 0  | 2  | 3        |
| Kerékpározás  | 0  | 0  | 2  | 2        |
| Kézilabda     | 0  | 0  | 0  | 0        |
| Kosárlabda    | 1  | 0  | 1  | 2        |
| Labdarúgás    | 0  | 0  | 0  | 0        |
| Lovaglás      | 0  | 0  | 2  | 2        |
| Műugrás       | 1  | 1  | 1  | 3        |
| Ökölvívás     | 1  | 1  | 1  | 3        |
| Öttusa        | 0  | 0  | 0  | 0        |
| Röplabda      | 0  | 0  | 2  | 2        |
| Sportlövészet | 1  | 1  | 0  | 2        |
| Súlyemelés    | 0  | 0  | 0  | 0        |
| Szinkronúszás | 2  | 0  | 0  | 2        |
| Tenisz        | 2  | 0  | 1  | 3        |
| Tollaslabda   | 0  | 0  | 0  | 0        |
| Torna         | 1  | 2  | 3  | 6        |
| Úszás         | 11 | 9  | 7  | 27       |
| Vitorlázás    | 1  | 6  | 2  | 9        |
| Vívás         | 0  | 0  | 0  | 0        |
| Vízilabda     | 0  | 0  | 0  | 0        |
| Összesen      | 37 | 34 | 37 | 108      |

| Naponként | Naponként    | Naponként | Naponként | Naponként | Naponként | Naponként |
| --------- | ------------ | --------- | --------- | --------- | --------- | --------- |
| Nap       | Dátum        |           |           |           | Összesen  |           |
| 1.nap     | Július 25.   | —         | —         | —         | —         |           |
| 2.nap     | Július 26.   | 1         | 1         | 2         | 4         |           |
| 3.nap     | Július 27.   | 2         | 1         | 3         | 6         |           |
| 4.nap     | Július 28.   | 1         | 2         | 3         | 6         |           |
| 5.nap     | Július 29.   | 3         | 1         | 0         | 4         |           |
| 6.nap     | Július 30.   | 4         | 6         | 2         | 12        |           |
| 7.nap     | Július 31.   | 3         | 3         | 2         | 8         |           |
| 8.nap     | Augusztus 1. | 1         | 2         | 5         | 8         |           |
| 9.nap     | Augusztus 2. | 3         | 2         | 2         | 7         |           |
| 10.nap    | Augusztus 3. | 2         | 7         | 3         | 12        |           |
| 11.nap    | Augusztus 4. | 0         | 1         | 0         | 1         |           |
| 12.nap    | Augusztus 5. | 1         | 3         | 3         | 7         |           |
| 13.nap    | Augusztus 6. | 6         | 3         | 3         | 12        |           |
| 14.nap    | Augusztus 7. | 4         | 0         | 6         | 10        |           |
| 15.nap    | Augusztus 8. | 6         | 2         | 1         | 9         |           |
| 16.nap    | Augusztus 9. | 0         | 0         | 2         | 2         |           |
| Összesen  |              | 37        | 34        | 37        | 108       |           |

## Asztalitenisz
Férfi
| Versenyző               | Versenyszám | Csoportkör | Csoportkör | Nyolcaddöntő      | Negyeddöntő       | Elődöntő          | Döntő             | Helyezés |
| Versenyző               | Versenyszám | Ellenfél Eredmény | Hely.      | Ellenfél Eredmény | Ellenfél Eredmény | Ellenfél Eredmény | Ellenfél Eredmény | Helyezés |
| ----------------------- | ----------- | --- | ---------- | ----------------- | ----------------- | ----------------- | ----------------- | -------- |
| Jim Butler              | Egyes       | L csoport · Tomáš Jančí (TCH) · 2-1 · Yair Nathan (PER) · 2-0 (visszalépett) · Zoran Primorac (CRO) · 0-2 | 2.         | kiesett           | kiesett           | kiesett           | kiesett           | 17.      |
| Sean O'Neill            | Egyes       | J csoport · Lou Chűn-szung (Lo Chuen Tsung) (HKG) · 0-2 · Ju Namgju (Yu Nam-Gyu) (KOR) · 1-2 · Santiago Roque (CUB) · 2-0 | 3.         | kiesett           | kiesett           | kiesett           | kiesett           | 33.      |
| Jim Butler Sean O'Neill | Páros       | F csoport · Egyesített Csapat (EUN) · Andrej Mazunov · Dmitrij Mazunov · 0-2 · Észak-Korea (PRK) · Kim Dzsinmjong (Kim Jin-Myong) · Kim Szonghi (Kim Szonghi, Kim Song-Hui) · 0-2 · Spanyolország (ESP) · Roberto Casares · José María Pales · 1-2 | 4.         |                   | kiesett           | kiesett           | kiesett           | 33.      |

Női
| Versenyző               | Versenyszám | Csoportkör | Csoportkör | Nyolcaddöntő      | Negyeddöntő       | Elődöntő          | Döntő             | Helyezés |
| Versenyző               | Versenyszám | Ellenfél Eredmény | Hely.      | Ellenfél Eredmény | Ellenfél Eredmény | Ellenfél Eredmény | Ellenfél Eredmény | Helyezés |
| ----------------------- | ----------- | --- | ---------- | ----------------- | ----------------- | ----------------- | ----------------- | -------- |
| Insook Bhushan          | Egyes       | A csoport · Barbara Chiu (CAN) · 2-0 · Nadia Al-Hindi (JOR) · 2-0 · Teng Ja-ping (Deng Yaping) (CHN) · 0-2 | 2.         | kiesett           | kiesett           | kiesett           | kiesett           | 17.      |
| Diana Gee               | Egyes       | K csoport · Olga Nemes (GER) · 0-2 · Hong Szunhva (Hong Sun-Hwa) (KOR) · 0-2 · Sofija Tepes (CHI) · 2-0 | 3.         | kiesett           | kiesett           | kiesett           | kiesett           | 33.      |
| Lily Hugh-Yip           | Egyes       | H csoport · Chunli Li (NZL) · 0-2 · Ju Szunbok (Yu Sun-Bok) (PRK) · 0-2 · Helen Amankwah (GHA) · 2-0 | 3.         | kiesett           | kiesett           | kiesett           | kiesett           | 33.      |
| Diana Gee Lily Hugh-Yip | Páros       | E csoport · Franciaország (FRA) · Emmanuelle Coubat · Xiao-Ming Wang-Dréchou · 0-2 · Hongkong (HKG) · Chan Tán-löü (Chan Tan Lui) · Chaj Pou-vá (Chai Po Wa) · 0-2 · Argentína (ARG) · Alejandra Gabaglio · Hae-Ja Kim de Rimasa · 2-0 | 3.         |                   | kiesett           | kiesett           | kiesett           | 17.      |

## Atlétika
Férfi
| Versenyző                                                                        | Versenyszám     | Előfutam      | Előfutam      | Előfutam      | Negyeddöntő | Negyeddöntő | Negyeddöntő | Elődöntő      | Elődöntő      | Elődöntő      | Döntő         | Döntő         |
| Versenyző                                                                        | Versenyszám     | Idő           | Hely.         | Össz.         | Idő         | Hely.       | Össz.       | Idő           | Hely.         | Össz.         | Idő           | Helyezés      |
| -------------------------------------------------------------------------------- | --------------- | ------------- | ------------- | ------------- | ----------- | ----------- | ----------- | ------------- | ------------- | ------------- | ------------- | ------------- |
| Leroy Burrell                                                                    | 100 m           | 10,21         | 1.            | 1.*           | 10,08       | 2.          | 2.          | 9,97          | 1.            | 1.            | 10,10         | 5.            |
| Dennis Mitchell                                                                  | 100 m           | 10,21         | 1.            | 1.*           | 10,22       | 1.          | 6.          | 10,10         | 3.            | 3.            | 10,04         |               |
| Mark Witherspoon                                                                 | 100 m           | 10,27         | 2.            | 4.            | 10,19       | 1.          | 4.          | nem ért célba | nem ért célba | nem ért célba | kiesett       | kiesett       |
| Michael Bates                                                                    | 200 m           | 20,91         | 1.            | 12.*          | 20,22       | 1.          | 4.          | 20,39         | 2.            | 7.            | 20,38         |               |
| Michael Johnson                                                                  | 200 m           | 20,80         | 1.            | 9.            | 20,55       | 2.          | 11.         | 20,78         | 6.            | 12.           | kiesett       | kiesett       |
| Mike Marsh                                                                       | 200 m           | 20,38         | 1.            | 1.            | 20,08       | 1.          | 2.          | 19,73         | 1.            | 1.            | 20,01         |               |
| Danny Everett                                                                    | 400 m           | 45,68         | 1.            | 11.           | 45,76       | 4.          | 19.         | 56,61         | 8.            | 15.           | kiesett       | kiesett       |
| Steve Lewis                                                                      | 400 m           | 45,14         | 1.            | 3.            | 44,54       | 1.          | 1.          | 44,50         | 1.            | 5.            | 44,21         |               |
| Quincy Watts                                                                     | 400 m           | 45,38         | 1.            | 5.*           | 45,06       | 2.          | 7.          | 43,71         | 1.            | 1.            | 43,50         |               |
| Mark Everett                                                                     | 800 m           | 1:48,65       | 2.            | 28.           |             |             |             | 1:46,94       | 2.            | 14.           | nem ért célba | nem ért célba |
| Johnny Gray                                                                      | 800 m           | 1:46,62       | 1.            | 4.            |             |             |             | 1:45,66       | 1.            | 3.            | 1:43,97       |               |
| Tony Parilla                                                                     | 800 m           | 1:48,17       | 4.            | 23.           |             |             |             | kiesett       | kiesett       | kiesett       | kiesett       | kiesett       |
| Terrance Herrington                                                              | 1500 m          | 3:44,80       | 6.            | 30.           |             |             |             | kiesett       | kiesett       | kiesett       | kiesett       | kiesett       |
| Steve Holman                                                                     | 1500 m          | 3:38,38       | 2.            | 13.           |             |             |             | 3:40,49       | 9.            | 20.           | kiesett       | kiesett       |
| Jim Spivey                                                                       | 1500 m          | 3:38,01       | 3.            | 10.           |             |             |             | 3:35,55       | 4.            | 4.            | 3:41,74       | 8.            |
| Bob Kennedy                                                                      | 5000 m          | 13:35,76      | 2.            | 12.           |             |             |             |               |               |               | 13:39,72      | 12.           |
| Reuben Reina                                                                     | 5000 m          | 13:40,50      | 5.            | 20.           |             |             |             |               |               |               | kiesett       | kiesett       |
| John Trautmann                                                                   | 5000 m          | nem ért célba | nem ért célba | nem ért célba |             |             |             |               |               |               | kiesett       | kiesett       |
| Steve Plasencia                                                                  | 10 000 m        | 28:45,59      | 13.           | 22.           |             |             |             |               |               |               | kiesett       | kiesett       |
| Aaron Ramirez                                                                    | 10 000 m        | 29:00,12      | 13.           | 29.           |             |             |             |               |               |               | kiesett       | kiesett       |
| Todd Williams                                                                    | 10 000 m        | 28:26,32      | 5.            | 16.           |             |             |             |               |               |               | 28:29,38      | 10.           |
| Arthur J. Blake                                                                  | 110 m gát       | 13,45         | 3.            | 6.            | 13,50       | 4.          | 7.          | kizárták      | kizárták      | kizárták      | kiesett       | kiesett       |
| Tony Dees                                                                        | 110 m gát       | 13,38         | 1.            | 4.            | 13,31       | 1.          | 3.*         | 13,31         | 3.            | 6.            | 13,24         |               |
| Jack Pierce                                                                      | 110 m gát       | 13,47         | 1.            | 7.*           | 13,17       | 1.          | 1.          | 13,21         | 1.            | 3.            | 13,26         |               |
| McClinton Neal                                                                   | 400 m gát       | 49,13         | 1.            | 11.           |             |             |             | 48,71         | 5.            | 7.            | kiesett       | kiesett       |
| David Patrick                                                                    | 400 m gát       | 49,56         | 2.            | 21.           |             |             |             | 48,47         | 4.            | 6.            | 49,26         | 8.            |
| Kevin Young                                                                      | 400 m gát       | 48,76         | 1.            | 6.            |             |             |             | 47,63         | 2.            | 2.            | 46,78         |               |
| Mark Croghan                                                                     | 3000 m akadály  | 8:28,15       | 4.            | 9.            |             |             |             | 8:30,15       | 7.            | 13.           | kiesett       | kiesett       |
| Brian Diemer                                                                     | 3000 m akadály  | 8:28,88       | 2.            | 12.           |             |             |             | 8:23,30       | 3.            | 3.            | 8:18,77       | 7.            |
| Danny Lopez                                                                      | 3000 m akadály  | 8:29,01       | 7.            | 13.           |             |             |             | 8:41,28       | 11.           | 22.           | kiesett       | kiesett       |
| Ed Eyestone                                                                      | Maraton         |               |               |               |             |             |             |               |               |               | 2:15:23       | 13.           |
| Bob Kempainen                                                                    | Maraton         |               |               |               |             |             |             |               |               |               | 2:15:53       | 17.           |
| Steve Spence                                                                     | Maraton         |               |               |               |             |             |             |               |               |               | 2:15:21       | 12.           |
| Allen James                                                                      | 20 km gyaloglás |               |               |               |             |             |             |               |               |               | 1:35:12       | 30.           |
| Marco Evoniuk                                                                    | 50 km gyaloglás |               |               |               |             |             |             |               |               |               | nem ért célba | nem ért célba |
| Herm Nelson                                                                      | 50 km gyaloglás |               |               |               |             |             |             |               |               |               | 4:25:48       | 32.           |
| Carl Schueler                                                                    | 50 km gyaloglás |               |               |               |             |             |             |               |               |               | 4:13:38       | 23.           |
| Mike Marsh Leroy Burrell Dennis Mitchell Carl Lewis James Jett                   | 4 × 100 m váltó | 38,95         | 2.            | 2.            |             |             |             | 38,14         | 1.            | 1.            | 37,40         |               |
| Andrew Valmon Quincy Watts Michael Johnson Steve Lewis Darnell Hall Chip Jenkins | 4 × 400 m váltó | 2:59,14       | 2.            | 2.            |             |             |             |               |               |               | 2:55,74       |               |

| Versenyző        | Versenyszám   | Selejtező | Selejtező | Döntő                    | Döntő                    |
| Versenyző        | Versenyszám   | Eredmény  | Helyezés  | Eredmény                 | Helyezés                 |
| ---------------- | ------------- | --------- | --------- | ------------------------ | ------------------------ |
| Charles Austin   | Magasugrás    | 226 cm    | 3.***     | 228 cm                   | 8.**                     |
| Hollis Conway    | Magasugrás    | 226 cm    | 10.*      | 234 cm                   | **                       |
| Darrin Plab      | Magasugrás    | 223 cm    | 18.       | kiesett                  | kiesett                  |
| Tim Bright       | Rúdugrás      | 560 cm    | 4.        | érvényes kísérlet nélkül | érvényes kísérlet nélkül |
| Kory Tarpenning  | Rúdugrás      | 560 cm    | 5.        | 575 cm                   | 4.                       |
| David Volz       | Rúdugrás      | 555 cm    | 11.       | 565 cm                   | 5.                       |
| Joe Greene       | Távolugrás    | 790 cm    | 12.       | 834 cm                   |                          |
| Carl Lewis       | Távolugrás    | 868 cm    | 1.        | 867 cm                   |                          |
| Mike Powell      | Távolugrás    | 814 cm    | 4.        | 864 cm                   |                          |
| Mike Conley Sr.  | Hármasugrás   | 17,23 m   | 3.        | 18,17 m                  |                          |
| Charles Simpkins | Hármasugrás   | 17,05 m   | 8.        | 17,60 m                  |                          |
| John Tillman     | Hármasugrás   | 16,22 m   | 25.       | kiesett                  | kiesett                  |
| Ron Backes       | Súlylökés     | 19,71 m   | 11.       | 19,75 m                  | 10.                      |
| Jim Doehring     | Súlylökés     | 20,53 m   | 1.        | 20,96 m                  |                          |
| Mike Stulce      | Súlylökés     | 20,18 m   | 6.        | 21,70 m                  |                          |
| Brian Blutreich  | Diszkoszvetés | 57,08 m   | 25.       | kiesett                  | kiesett                  |
| Mike Buncic      | Diszkoszvetés | 59,12 m   | 18.       | kiesett                  | kiesett                  |
| Tony Washington  | Diszkoszvetés | 62,18 m   | 6.        | 59,96 m                  | 12.                      |
| Lance Deal       | Kalapácsvetés | 77,00 m   | 4.        | 76,84 m                  | 7.                       |
| Ken Flax         | Kalapácsvetés | 69,36 m   | 23.       | kiesett                  | kiesett                  |
| Jud Logan        | Kalapácsvetés | kizárták  | kizárták  | kizárták                 | kizárták                 |
| Mike Barnett     | Gerelyhajítás | 79,14 m   | 12.       | 78,64 m                  | 7.                       |
| Brian Crouser    | Gerelyhajítás | 74,98 m   | 21.       | kiesett                  | kiesett                  |
| Tom Pukstys      | Gerelyhajítás | 81,16 m   | 2.        | 76,72 m                  | 10.                      |

| Versenyző    | Versenyszám | 100 m | 100 m | Távolugrás | Távolugrás | Súlylökés | Súlylökés | Magasugrás | Magasugrás | 400 m | 400 m | 110 m gát | 110 m gát | Diszkoszvetés | Diszkoszvetés | Rúdugrás         | Rúdugrás         | Gerelyhajítás    | Gerelyhajítás    | 1500 m           | 1500 m           | Végeredmény   | Végeredmény   |
| Versenyző    | Versenyszám | Idő   | Pont  | Eredmény   | Pont       | Eredmény  | Pont      | Eredmény   | Pont       | Idő   | Pont  | Idő       | Pont      | Eredmény      | Pont          | Eredmény         | Pont             | Eredmény         | Pont             | Idő              | Pont             | Pont          | Helyezés      |
| ------------ | ----------- | ----- | ----- | ---------- | ---------- | --------- | --------- | ---------- | ---------- | ----- | ----- | --------- | --------- | ------------- | ------------- | ---------------- | ---------------- | ---------------- | ---------------- | ---------------- | ---------------- | ------------- | ------------- |
| Dave Johnson | Tízpróba    | 11,16 | 825   | 733 cm     | 893        | 15,28 m   | 807       | 200 cm     | 803        | 49,76 | 826   | 14,76     | 879       | 49,12 m       | 852           | 510 cm           | 941              | 62,86 m          | 781              | 4:36,63          | 702              | 8309          |               |
| Aric Long    | Tízpróba    | 11,25 | 806   | 721 cm     | 864        | 14,00 m   | 728       | 218 cm     | 973        | 49,93 | 818   | kizárták  | kizárták  | 45,76 m       | 783           | nem állt rajthoz | nem állt rajthoz | nem állt rajthoz | nem állt rajthoz | nem állt rajthoz | nem állt rajthoz | nem ért célba | nem ért célba |
| Rob Muzzio   | Tízpróba    | 11,36 | 782   | 694 cm     | 799        | 16,02 m   | 852       | 200 cm     | 803        | 50,00 | 815   | 14,75     | 880       | 50,74 m       | 886           | 490 cm           | 880              | 61,64 m          | 763              | 4:31,52          | 735              | 8195          | 5.            |

Női
| Versenyző                                                                                         | Versenyszám     | Előfutam | Előfutam | Előfutam | Negyeddöntő | Negyeddöntő | Negyeddöntő | Elődöntő | Elődöntő | Elődöntő | Döntő    | Döntő    |
| Versenyző                                                                                         | Versenyszám     | Idő      | Hely.    | Össz.    | Idő         | Hely.       | Össz.       | Idő      | Hely.    | Össz.    | Idő      | Helyezés |
| ------------------------------------------------------------------------------------------------- | --------------- | -------- | -------- | -------- | ----------- | ----------- | ----------- | -------- | -------- | -------- | -------- | -------- |
| Gail Devers                                                                                       | 100 m gát       | 13,19    | 3.       | 13.*     | 12,76       | 1.          | 1.          | 13,14    | 2.       | 5.*      | 12,75    | 5.       |
| Gail Devers                                                                                       | 100 m           | 11,23    | 1.       | 2.*      | 11,17       | 2.          | 5.**        | 11,12    | 2.       | 5.       | 10,82    |          |
| Evelyn Ashford                                                                                    | 100 m           | 11,23    | 1.       | 2.*      | 11,13       | 1.          | 3.          | 11,29    | 5.       | 8.       | kiesett  | kiesett  |
| Gwen Torrence                                                                                     | 100 m           | 11,28    | 1.       | 5.       | 11,17       | 2.          | 5.**        | 11,02    | 1.       | 2.       | 10,86    | 4.       |
| Gwen Torrence                                                                                     | 200 m           | 22,66    | 1.       | 1.       | 22,21       | 1.          | 3.          | 21,72    | 1.       | 1.       | 21,81    |          |
| Michelle Finn                                                                                     | 200 m           | 23,00    | 2.       | 8.       | 22,42       | 2.          | 6.          | 22,39    | 4.       | 6.       | 22,61    | 7.       |
| Carlette Guidry-White                                                                             | 200 m           | 22,82    | 1.       | 4.       | 22,26       | 2.          | 5.          | 22,31    | 2.       | 5.       | 22,30    | 5.       |
| Natasha Kaiser-Brown                                                                              | 400 m           | 51,41    | 1.       | 1.       | 50,71       | 3.          | 4.          | 50,60    | 6.       | 10.      | kiesett  | kiesett  |
| Jearl Miles                                                                                       | 400 m           | 52,79    | 2.       | 14.      | 51,27       | 2.          | 8.          | 50,57    | 5.       | 9.       | kiesett  | kiesett  |
| Rochelle Stevens                                                                                  | 400 m           | 52,42    | 1.       | 9.       | 50,70       | 1.          | 3.          | 50,37    | 4.       | 7.       | 50,11    | 6.       |
| Joetta Clark-Diggs                                                                                | 800 m           | 1:59,62  | 1.       | 4.       |             |             |             | 1:58,22  | 4.       | 4.       | 1:58,06  | 7.       |
| Julie Jenkins                                                                                     | 800 m           | 1:59,96  | 3.       | 8.       |             |             |             | 2:06,53  | 8.       | 16.      | kiesett  | kiesett  |
| Meredith Rainey                                                                                   | 800 m           | 2:01,33  | 3.       | 17.      |             |             |             | kiesett  | kiesett  | kiesett  | kiesett  | kiesett  |
| Suzy Favor-Hamilton                                                                               | 1500 m          | 4:22,36  | 11.      | 30.      |             |             |             | kiesett  | kiesett  | kiesett  | kiesett  | kiesett  |
| Regina Jacobs                                                                                     | 1500 m          | 4:13,87  | 7.       | 24.      |             |             |             | 4:21,55  | 12.      | 25.      | kiesett  | kiesett  |
| PattiSue Plumer                                                                                   | 1500 m          | 4:09,47  | 10.      | 12.*     |             |             |             | 4:04,23  | 6.       | 9.       | 4:03,42  | 10.      |
| PattiSue Plumer                                                                                   | 3000 m          | 8:47,58  | 3.       | 10.      |             |             |             |          |          |          | 8:48,29  | 5.       |
| Annette Peters                                                                                    | 3000 m          | 8:52,77  | 4.       | 16.      |             |             |             |          |          |          | kiesett  | kiesett  |
| Shelly Steely                                                                                     | 3000 m          | 8:44,22  | 6.       | 6.       |             |             |             |          |          |          | 8:52,67  | 7.       |
| Gwyn Coogan                                                                                       | 10 000 m        | 33:13,33 | 13.      | 25.      |             |             |             |          |          |          | kiesett  | kiesett  |
| Lynn Jennings                                                                                     | 10 000 m        | 32:18,06 | 3.       | 13.      |             |             |             |          |          |          | 31:19,89 |          |
| Judi St. Hilaire                                                                                  | 10 000 m        | 32:13,99 | 7.       | 9.       |             |             |             |          |          |          | 31:38,04 | 8.       |
| LaVonna Martin                                                                                    | 100 m gát       | 12,82    | 1.       | 1.       | 12,82       | 1.          | 2.          | 12,81    | 1.       | 1.       | 12,69    |          |
| Lynda Tolbert-Goode                                                                               | 100 m gát       | 12,96    | 1.       | 3.*      | 12,96       | 2.          | 4.          | 13,10    | 1.       | 4.       | 12,75    | 4.       |
| Tonja Buford-Bailey                                                                               | 400 m gát       | 56,35    | 3.       | 15.      |             |             |             | 55,04    | 6.       | 10.      | kiesett  | kiesett  |
| Sandra Farmer-Patrick                                                                             | 400 m gát       | 55,12    | 1.       | 3.       |             |             |             | 53,90    | 1.       | 2.       | 53,69    |          |
| Janeene Vickers                                                                                   | 400 m gát       | 55,24    | 1.       | 4.       |             |             |             | 54,67    | 3.       | 8.       | 54,31    |          |
| Janis Klecker                                                                                     | Maraton         |          |          |          |             |             |             |          |          |          | 2:47:17  | 21.      |
| Francie Larrieu-Smith                                                                             | Maraton         |          |          |          |             |             |             |          |          |          | 2:41:09  | 12.      |
| Cathy O'Brien                                                                                     | Maraton         |          |          |          |             |             |             |          |          |          | 2:39:42  | 10.      |
| Tori Herazo                                                                                       | 10 km gyaloglás |          |          |          |             |             |             |          |          |          | 48:26    | 27.      |
| Debbi Lawrence                                                                                    | 10 km gyaloglás |          |          |          |             |             |             |          |          |          | 48:23    | 26.      |
| Michelle Rohl                                                                                     | 10 km gyaloglás |          |          |          |             |             |             |          |          |          | 46:45    | 20.      |
| Evelyn Ashford Esther Jones Carlette Guidry-White Gwen Torrence Michelle Finn                     | 4 × 100 m váltó | 42,50    | 2.       | 4.       |             |             |             |          |          |          | 42,11    |          |
| Natasha Kaiser-Brown Gwen Torrence Jearl Miles Rochelle Stevens Denean Howard-Hill Dannette Young | 4 × 400 m váltó | 3:22,29  | 1.       | 1.       |             |             |             |          |          |          | 3:20,92  |          |

| Versenyző            | Versenyszám   | Selejtező | Selejtező | Döntő    | Döntő    |
| Versenyző            | Versenyszám   | Eredmény  | Helyezés  | Eredmény | Helyezés |
| -------------------- | ------------- | --------- | --------- | -------- | -------- |
| Tanya Hughes         | Magasugrás    | 192 cm    | 13.       | 188 cm   | 11.*     |
| Sue Rembao           | Magasugrás    | 190 cm    | 19.       | kiesett  | kiesett  |
| Amber Welty          | Magasugrás    | 188 cm    | 27.       | kiesett  | kiesett  |
| Sharon Couch-Jewell  | Távolugrás    | 664 cm    | 8.        | 666 cm   | 6.       |
| Sheila Echols        | Távolugrás    | 655 cm    | 10.       | 662 cm   | 7.       |
| Jackie Joyner-Kersee | Távolugrás    | 675 cm    | 5.        | 707 cm   |          |
| Bonnie Dasse         | Súlylökés     | kizárták  | kizárták  | kizárták | kizárták |
| Pam Dukes            | Súlylökés     | 16,46 m   | 15.       | kiesett  | kiesett  |
| Ramona Pagel         | Súlylökés     | 18,02 m   | 11.       | 18,24 m  | 11.      |
| Carla Garrett        | Diszkoszvetés | 58,06 m   | 22.       | kiesett  | kiesett  |
| Penny Neer           | Diszkoszvetés | 55,44 m   | 24.       | kiesett  | kiesett  |
| Connie Price-Smith   | Diszkoszvetés | 58,66 m   | 20.       | kiesett  | kiesett  |
| Paula Berry          | Gerelyhajítás | 49,00 m   | 23.       | kiesett  | kiesett  |
| Donna Mayhew         | Gerelyhajítás | 61,24 m   | 6.        | 55,68 m  | 12.      |

| Versenyző            | Versenyszám | 100 m gát | 100 m gát | Magasugrás | Magasugrás | Súlylökés | Súlylökés | 200 m | 200 m | Távolugrás | Távolugrás | Gerelyhajítás | Gerelyhajítás | 800 m   | 800 m | Végeredmény | Végeredmény |
| Versenyző            | Versenyszám | Idő       | Pont      | Eredmény   | Pont       | Eredmény  | Pont      | Idő   | Pont  | Eredmény   | Pont       | Eredmény      | Pont          | Idő     | Pont  | Pont        | Helyezés    |
| -------------------- | ----------- | --------- | --------- | ---------- | ---------- | --------- | --------- | ----- | ----- | ---------- | ---------- | ------------- | ------------- | ------- | ----- | ----------- | ----------- |
| Kym Carter           | Hétpróba    | 13,97     | 983       | 185 cm     | 1041       | 14,35 m   | 817       | 24,54 | 929   | 610 cm     | 880        | 37,58 m       | 621           | 2:08,62 | 985   | 6256        | 11.         |
| Cindy Greiner        | Hétpróba    | 13,59     | 1037      | 179 cm     | 966        | 14,35 m   | 817       | 24,60 | 924   | 638 cm     | 969        | 40,78 m       | 682           | 2:14,16 | 905   | 6300        | 9.          |
| Jackie Joyner-Kersee | Hétpróba    | 12,85     | 1147      | 191 cm     | 1119       | 14,13 m   | 803       | 23,12 | 1067  | 710 cm     | 1206       | 44,98 m       | 763           | 2:11,78 | 939   | 7044        |             |

* - egy másik versenyzővel azonos időt/eredményt ért el

** – két másik versenyzővel azonos időt/eredményt ért el

*** – három másik versenyzővel azonos eredményt ért el

## Baseball
| Amerikai baseballcsapat-játékoskeret | Amerikai baseballcsapat-játékoskeret |
| --- | --- |
| - Willie Adams - Jeff Alkire, II - Darren Dreifort - Nomar Garciaparra - Jason Giambi - Rick Greene - Jeffrey Hammonds - Rick Helling - Charles Johnson - Daron Kirkreit | - Chad McConnell - Calvin Murray - Phil Nevin - Chris Roberts - Michael Tucker - Jason Varitek - Ron Villone, Jr. - B. J. Wallace - Craig Wilson - Chris Wimmer - Szövetségi kapitány: Ron Fraser |

### Eredmények
Csoportkör
| Csapat                | M | Gy | V | P+ | P– | Pk  |
| --------------------- | - | -- | - | -- | -- | --- |
| Kuba                  | 7 | 7  | 0 | 78 | 14 | +64 |
| Japán                 | 7 | 5  | 2 | 60 | 15 | +45 |
| Tajvan                | 7 | 5  | 2 | 61 | 21 | +40 |
| Egyesült Államok      | 7 | 5  | 2 | 49 | 28 | +21 |
| Puerto Rico           | 7 | 2  | 5 | 22 | 48 | –26 |
| Dominikai Köztársaság | 7 | 2  | 5 | 23 | 60 | –37 |
| Olaszország           | 7 | 1  | 6 | 25 | 62 | –37 |
| Spanyolország         | 7 | 1  | 6 | 15 | 85 | –70 |

| 1992. július 26. |  | Spanyolország (ESP) | 1 – 4 | Egyesült Államok |  |  |
| 1992. július 26. |  |                     |       |                  |  |  |

| 1992. július 27. |  | Egyesült Államok (USA) | 10 – 9 | Tajvan |  |  |
| 1992. július 27. |  |                        |        |        |  |  |

| 1992. július 28. |  | Egyesült Államok (USA) | 10 – 0 | Olaszország |  |  |
| 1992. július 28. |  |                        |        |             |  |  |

| 1992. július 29. |  | Kuba (CUB) | 9 – 6 | Egyesült Államok |  |  |
| 1992. július 29. |  |            |       |                  |  |  |

| 1992. július 31. |  | Egyesült Államok (USA) | 8 – 2 | Puerto Rico |  |  |
| 1992. július 31. |  |                        |       |             |  |  |

| 1992. augusztus 1. |  | Egyesült Államok (USA) | 10 – 0 | Dominikai Köztársaság |  |  |
| 1992. augusztus 1. |  |                        |        |                       |  |  |

| 1992. augusztus 2. |  | Japán (JPN) | 7 – 1 | Egyesült Államok |  |  |
| 1992. augusztus 2. |  |             |       |                  |  |  |

Elődöntő
| 1992. augusztus 4. |  | Kuba (CUB) | 6 – 1 | Egyesült Államok |  |  |
| 1992. augusztus 4. |  |            |       |                  |  |  |

Bronzmérkőzés
| 1992. augusztus 5. |  | Japán (JPN) | 8 – 3 | Egyesült Államok |  |  |
| 1992. augusztus 5. |  |             |       |                  |  |  |

| Csapat                 | Helyezés |
| ---------------------- | -------- |
| Egyesült Államok (USA) | 4.       |

## Birkózás
Kötöttfogású
| Versenyző        | Versenyszám | Csoportkör | Csoportkör | Helyosztók                   | Helyosztók                 | Helyosztók                     | Bronz- mérkőzés                                    | Döntő                     | Helyezés    |
| Versenyző        | Versenyszám | Csoportkör | Csoportkör | 9. helyért                   | 7. helyért                 | 5. helyért                     | Bronz- mérkőzés                                    | Döntő                     | Helyezés    |
| Versenyző        | Versenyszám | Ellenfél Eredmény | Hely.      | Ellenfél Eredmény            | Ellenfél Eredmény          | Ellenfél Eredmény              | Ellenfél Eredmény                                  | Ellenfél Eredmény         | Helyezés    |
| ---------------- | ----------- | --- | ---------- | ---------------------------- | -------------------------- | ------------------------------ | -------------------------------------------------- | ------------------------- | ----------- |
| Mark Fuller      | 48 kg       | A csoport · Wilber Sánchez (CUB) · 0-3 · Nik Zagranitchni (ISR) · 2-1 · Iliuţă Dăscălescu (ROU) · 3-4 (kétvállas)                                                                    | 7.         | kiesett                      | kiesett                    | kiesett                        | kiesett                                            | kiesett                   | helyezetlen |
| Shawn Sheldon    | 52 kg       | B csoport · Saïd Tango (MAR) · 7-0 · Jon Rønningen (NOR) · 0-5 · Senad Rizvanović (IOP) · 3-1 · Bratan Cenov (BUL) · 5-2                                                             | 2.         |                              |                            |                                | Min Gjonggap (Min Gyeong-Gap) (KOR) · visszalépett |                           | 4.          |
| Dennis Hall      | 57 kg       | A csoport · Patrice Mourier (FRA) · 0-3 · Remigijus Šukevičius (LTU) · 4-3 · Nikola Zseljazkov Dimitrov (BUL) · 8-2 (kétvállas) · Alekszandr Ignatyenko (EUN) · 1-6                  | 4.         |                              | Keijo Pehkonen (FIN) · 4-6 |                                |                                                    |                           | 8.          |
| Buddy Lee        | 62 kg       | A csoport · Hugo Dietsche (SUI) · 2-4 · Rachid Khdar (MAR) · 17-0 · Nisigucsi Sigeki (JPN) · 5-4 · Mario Büttner (GER) · 0-0 visszalépett · Szergej Martinov (EUN) · 3-7 (kétvállas) | 3.         |                              |                            | Bódi Jenő (HUN) · visszalépett |                                                    |                           | 6.          |
| Rodney Smith     | 68 kg       | B csoport · Pedro Villuela (ESP) · 6-1 · Matvai Baranov (ISR) · 4-0 (kétvállas) · Douglas Yeats (CAN) · 6-2 · Repka Attila (HUN) · 0-10 · Ghani Yalouz (FRA) · 7-5                   | 2.         |                              |                            |                                | Cecilio Rodríguez (CUB) · 6-3                      |                           |             |
| Travis West      | 74 kg       | B csoport · Mnacakan Iszkandarjan (EUN) · 3-9 · Karolj Kasap (CAN) · 2-3 | 7.         | kiesett                      | kiesett                    | kiesett                        | kiesett                                            | kiesett                   | helyezetlen |
| Daniel Henderson | 82 kg       | B csoport · Mohyeldin Ramada Hussain (EGY) · 4-0 · Martial Mischler (FRA) · 7-2 · Goran Kasum (IOP) · 0-2 · Farkas Péter (HUN) · 0-2 · Thomas Zander (GER) · 0-6                     | 5.         | David Martinetti (SUI) · 2-7 |                            |                                |                                                    |                           | 10.         |
| Michael Foy      | 90 kg       | A csoport · Salvatore Campanella (ITA) · 5-1 · Pajo Ivošević (IOP) · 4-3 · Henri Meiss (FRA) · 9-0 (kétvállas) · Gogi Koguasvili (EUN) · 6-10 · Hakkı Başar (TUR) · 3-4              | 3.         |                              |                            | Hassan Babak (IRI) · 1-17      |                                                    |                           | 6.          |
| Dennis Koslowski | 100 kg      | A csoport · Andrzej Wroński (POL) · 2-0 · Szong Szongil (Song Seong-Il) (KOR) · 1-0 · Ion Ieremciuc (ROU) · 2-0 · Helger Hallik (EST) · 1-0                                          | 1.         |                              |                            |                                |                                                    | Héctor Milián (CUB) · 1-2 |             |
| Matt Ghaffari    | 130 kg      | B csoport · Rangel Gerovszki (BUL) · DQ2 · Tomas Johansson (SWE) · 0-1 | 6.         | kiesett                      | kiesett                    | kiesett                        | kiesett                                            | kiesett                   | helyezetlen |

Szabadfogású
| Versenyző            | Versenyszám | Csoportkör | Csoportkör | Helyosztók        | Helyosztók                     | Helyosztók                           | Bronz- mérkőzés                | Döntő                               | Helyezés |
| Versenyző            | Versenyszám | Csoportkör | Csoportkör | 9. helyért        | 7. helyért                     | 5. helyért                           | Bronz- mérkőzés                | Döntő                               | Helyezés |
| Versenyző            | Versenyszám | Ellenfél Eredmény | Hely.      | Ellenfél Eredmény | Ellenfél Eredmény              | Ellenfél Eredmény                    | Ellenfél Eredmény              | Ellenfél Eredmény                   | Helyezés |
| -------------------- | ----------- | --- | ---------- | ----------------- | ------------------------------ | ------------------------------------ | ------------------------------ | ----------------------------------- | -------- |
| Timothy Vanni        | 48 kg       | A csoport · Vincent Pangelinan (GUM) · 16-0 · Csen Cseng-pin (Chen Zhengbin) (CHN) · 3-2 · Nader Rahmati (IRI) · 9-7 · Thomas Petryshen (CAN) · 5-0 · Romica Raşovan (ROU) · 7-10 · Kim Dzsongsin (Kim Jong-Sin) (KOR) · 2-5 | 3.         |                   |                                | Reiner Heugabel (GER) · 1-0          |                                |                                     | 5.       |
| Zeke Jones           | 52 kg       | B csoport · Chokri Boudchiche (TUN) · 15-0 · Alfredo Leyva (CUB) · 16-1 · Constantin Corduneanu (ROU) · 1-0 · Szató Micuru (JPN) · 9-5 · Kim Szonhak (Kim Seon-Hak) (KOR) · 5-4                                              | 1.         |                   |                                |                                      |                                | Ri Hakszon (Ri Hak-son) (PRK) · 1-8 |          |
| Kendall Cross        | 57 kg       | B csoport · Robert Dawson (CAN) · 3-2 · Okujama Keidzsi (JPN) · 5-0 (kétvállas) · Oveyss Mallahi (IRI) · 5-3 · Remzi Musaoğlu (TUR) · 3-7 · Alejandro Puerto (CUB) · 6-10                                                    | 3.         |                   |                                | Rumen Pavlov (BUL) · 0-3 (kétvállas) |                                |                                     | 6.       |
| John Smith           | 62 kg       | A csoport · İsmail Faikoğlu (TUR) · 3-2 · Kim Gvangcshol (Kim Gwang-Chol) (PRK) · 2-1 · Karsten Polky (GER) · 8-0 · Magomed Azizov (EUN) · 17-1 · Lázaro Reinoso (CUB) · 1-3                                                 | 1.         |                   |                                |                                      |                                | Asgari Mohammadian (IRI) · 6-0      |          |
| Townsend Saunders    | 68 kg       | A csoport · Calum McNeil (GBR) · 5-0 · Arszen Fadzajev (EUN) · 1-4 · Ibo Oziti (NGR) · 4-0 (kétvállas) · Fatih Özbaş (TUR) · 2-5                                                                                             | 4.         |                   | Christopher Wilson (CAN) · 6-3 |                                      |                                |                                     | 7.       |
| Kenny Monday         | 74 kg       | B csoport · Milan Revický (TCH) · 2-0 · Hao Hua-sze-ha-la-tu (Ho Bisgaltu) (CHN) · 4-0 · Məmmədsalam Haciyev (EUN) · 6-0 · Krzysztof Walencik (POL) · 2-0                                                                    | 1.         |                   |                                |                                      |                                | Pak Csangszun (KOR) · 0-1           |          |
| Kevin Jackson        | 82 kg       | B csoport · Sebahattin Öztürk (TUR) · 1-0 · Robert Kostecki (POL) · 4-3 · David Hohl (CAN) · 3-2 · Francisco Iglesias (ESP) · 8-0 · Rasoul Khadem Azgadhi (IRI) · 3-1                                                        | 1.         |                   |                                |                                      |                                | Elmagyi Zsabrailov (EUN) · 1-0      |          |
| Christopher Campbell | 90 kg       | A csoport · Maharbek Hadarcev (EUN) · 0-7 · Grant Parker (NZL) · 15-0 · Óta Akira (JPN) · 4-0 · Roberto Limonta (CUB) · 5-4                                                                                                  | 2.         |                   |                                |                                      | Puntsagiin Sükhbat (MGL) · 3-1 |                                     |          |
| Mark Coleman         | 100 kg      | A csoport · Gavin Carrow (CAN) · 12-2 · Kim Theu (Kim Tae-u) (KOR) · 0-6 · Szubhas Verma (IND) · 9-2 · Heiko Balz (GER) · 0-3                                                                                                | 4.         |                   | Kiss Sándor (HUN) · 2-0        |                                      |                                |                                     | 7.       |
| Bruce Baumgartner    | 130 kg      | B csoport · Kiril Barbutov (BUL) · 9-1 · Gombos Zsolt (HUN) · 8-0 · David Gobedzsisvili (EUN) · 3-0 · Vang Csun-kuang (Wang Chunguang) (CHN) · 5-0 (kétvállas) · Andreas Schröder (GER) · 7-0                                | 1.         |                   |                                |                                      |                                | Jeffrey Thue (CAN) · 8-0            |          |

DQ2 - passzivitás miatt mind két versenyzőt kizárták

## Cselgáncs
Férfi
| Versenyző     | Versenyszám  | Selejtező                                 | 32-es főtábla                     | Nyolcaddöntő                        | Negyeddöntő                      | Elődöntő                         | Vigaszág első kör | Vigaszág nyolcaddöntő                | Vigaszág negyeddöntő              | Vigaszág elődöntő              | Bronz- mérkőzés   | Döntő                             | Helyezés |
| Versenyző     | Versenyszám  | Ellenfél Eredmény                         | Ellenfél Eredmény                 | Ellenfél Eredmény                   | Ellenfél Eredmény                | Ellenfél Eredmény                | Ellenfél Eredmény | Ellenfél Eredmény                    | Ellenfél Eredmény                 | Ellenfél Eredmény              | Ellenfél Eredmény | Ellenfél Eredmény                 | Helyezés |
| ------------- | ------------ | ----------------------------------------- | --------------------------------- | ----------------------------------- | -------------------------------- | -------------------------------- | ----------------- | ------------------------------------ | --------------------------------- | ------------------------------ | ----------------- | --------------------------------- | -------- |
| Antonio Okada | Légsúly      | Philippe Pradayrol (FRA) · 0000-0010      | kiesett                           | kiesett                             | kiesett                          | kiesett                          |                   |                                      |                                   |                                |                   |                                   | 35.      |
| Jimmy Pedro   | Harmatsúly   | Walther Kaiser (LIE) · 1000-0000          | Au Woon Yiu (HKG) · 1000-0000     | Marujama Kendzsi (JPN) · 0000-0010  | kiesett                          | kiesett                          |                   |                                      |                                   |                                |                   |                                   | 20.      |
| Mike Swain    | Könnyűsúly   | Pak Jongi (Park Yong-I) (PRK) · 0000-1000 | kiesett                           | kiesett                             | kiesett                          | kiesett                          |                   |                                      |                                   |                                |                   |                                   | 34.      |
| Jason Morris  | Váltósúly    | erőnyerő                                  | M'Bairo Abakar (CHA) · 1000-0000  | Sharip Varayev (EUN) · 0010-0000    | Anthonie Wurth (NED) · 0010-0000 | Lars Adolfsson (SWE) · 1000-0000 |                   |                                      |                                   |                                |                   | Josida Hidehiko (JPN) · 0000-1000 |          |
| Joseph Wanag  | Középsúly    | erőnyerő                                  | Adrian Croitoru (ROU) · 0000-1000 | kiesett                             | kiesett                          | kiesett                          |                   |                                      |                                   |                                |                   |                                   | 21.      |
| Leonard White | Félnehézsúly | erőnyerő                                  | Aiman El-Shewy (EGY) · 1100-0000  | Stéphane Traineau (FRA) · 1000-0000 | Theo Meijer (NED) · 0000-0001    |                                  |                   |                                      | Kai Jaszuhiro (JPN) · 0000-0001   | kiesett                        | kiesett           |                                   | 9.       |
| Damon Keeve   | Nehézsúly    |                                           | Csősz Imre (HUN) · 0000-0001      |                                     |                                  |                                  |                   | Stefano Venturelli (ITA) · 1000-0000 | Damjan Sztojkov (BUL) · 0010-0000 | Frank Moreno (CUB) · 0000-1000 | kiesett           |                                   | 7.       |

Női
| Versenyző          | Versenyszám  | Selejtező                               | Nyolcaddöntő                        | Negyeddöntő       | Elődöntő          | Vigaszág nyolcaddöntő                       | Vigaszág negyeddöntő                  | Vigaszág elődöntő                  | Bronz- mérkőzés                    | Döntő             | Helyezés    |
| Versenyző          | Versenyszám  | Ellenfél Eredmény                       | Ellenfél Eredmény                   | Ellenfél Eredmény | Ellenfél Eredmény | Ellenfél Eredmény                           | Ellenfél Eredmény                     | Ellenfél Eredmény                  | Ellenfél Eredmény                  | Ellenfél Eredmény | Helyezés    |
| ------------------ | ------------ | --------------------------------------- | ----------------------------------- | ----------------- | ----------------- | ------------------------------------------- | ------------------------------------- | ---------------------------------- | ---------------------------------- | ----------------- | ----------- |
| V.Lafon            | Légsúly      | Michaela Bornemann (AUT) · visszalépett | kiesett                             | kiesett           | kiesett           |                                             |                                       |                                    |                                    |                   | helyezetlen |
| Jo Anne Quiring    | Harmatsúly   | Almudena Muñoz (ESP) · 0000-0010        |                                     |                   |                   | Derya Çalışkan (TUR) · 0010-0000            | Sharon Rendle (GBR) · 0000-1000       | kiesett                            | kiesett                            |                   | 9.          |
| Kate Donahoo       | Könnyűsúly   | Maniliz Segarra (PUR) · 0001-0000       | Nicole Flagothier (BEL) · 0000-0100 |                   |                   |                                             | Filipa Cavalleri (POR) · 0100-0000    | Catherine Arnaud (FRA) · 0001-0000 | Driulis González (CUB) · 0000-0010 |                   | 5.          |
| Lynn Roethke       | Váltósúly    | Birgit Blum (LIE) · 0000-0001           | kiesett                             | kiesett           | kiesett           |                                             |                                       |                                    |                                    |                   | 20.         |
| Grace Jividen      | Középsúly    | erőnyerő                                | Odalis Revé (CUB) · 0000-0010       |                   |                   | Vu mej-ling (Wu Mei-Ling) (TPE) · 1000-0000 | Király Anita (HUN) · 0100-0000        | Heidi Rakels (BEL) · 0000-0001     | kiesett                            |                   | 7.          |
| Sandy Bacher       | Félnehézsúly | Josephine Horton (GBR) · 0000-0010      |                                     |                   |                   | Soraia André (BRA) · 0010-0000              | Regina Schüttenhelm (GER) · 0000-0001 | kiesett                            | kiesett                            |                   | 9.          |
| Colleen Rosensteel | Nehézsúly    | erőnyerő                                | Szakaue Jóko (JPN) · 0000-1000      |                   |                   | Edilene Andrade (BRA) · 0000-1000           | kiesett                               | kiesett                            | kiesett                            |                   | 13.         |

## Evezés
Férfi
| Versenyző | Versenyszám              | Előfutam | Előfutam | Vigaszág | Vigaszág | Elődöntő | Elődöntő | Elődöntő | Döntő | Döntő   | Döntő | Helyezés |
| Versenyző | Versenyszám              | Idő      | Hely.    | Idő      | Hely.    | Típus    | Idő      | Hely.    | Típus | Idő     | Hely. | Helyezés |
| --- | ------------------------ | -------- | -------- | -------- | -------- | -------- | -------- | -------- | ----- | ------- | ----- | -------- |
| Greg Walker | Egypárevezős             | 7:13,62  | 4.       | 7:11,85  | 3.       | C/D      | 7:05,54  | 4.       | D     | 7:12,32 | 1.    | 19.      |
| Greg T. Springer Jon Smith | Kétpárevezős             | 6:33,59  | 2.       | 6:43,79  | 2.       | A/B      | 6:26,69  | 5.       | B     | 6:26,67 | 3.    | 9.       |
| Peter Sharis John Pescatore | Kormányos nélküli kettes | 6:52,43  | 4.       | 6:45,31  | 2.       | A/B      | 6:35,99  | 3.       | A     | 6:39,23 | 6.    | 6.       |
| Aaron Pollock John Moore Stephen Shellans, Jr. (kormányos)                                                                                 | Kormányos kettes         | 7:04,78  | 3.       | 7:08,41  | 2.       | A/B      | 6:54,78  | 5.       | B     | 7:04,84 | 2.    | 8.       |
| Keir Pearson John Riley, Jr. Bob Kaehler Chip McKibben                                                                                     | Négypárevezős            | 5:49,28  | 4.       | 5:56,98  | 1.       | A/B      | 5:52,48  | 4.       | B     | 5:55,06 | 2.    | 8.       |
| William Burden Jeffrey McLaughlin Thomas Bohrer Patrick Manning                                                                            | Kormányos nélküli négyes | 6:00,93  | 1.       |          |          | A/B      | 5:58,87  | 1.       | A     | 5:56,68 | 2.    |          |
| James Neil Teo Bielefeld Sean Hall Jack Rusher, IV Tim Evans (kormányos)                                                                   | Kormányos négyes         | 6:21,79  | 2.       | 6:18,10  | 1.       |          |          |          | A     | 6:06,03 | 4.    | 4.       |
| Mike Teti Chris Sahs Scott Munn Jeff Klepacki Rob Shepherd Malcolm Baker Richard Kennelly, Jr. John Parker Michael James Moore (kormányos) | Nyolcas                  | 5:33,37  | 1.       |          |          | A/B      | 5:37,11  | 2.       | A     | 5:33,18 | 4.    | 4.       |

Női
| Versenyző | Versenyszám              | Előfutam | Előfutam | Vigaszág | Vigaszág | Elődöntő | Elődöntő | Elődöntő | Döntő | Döntő   | Döntő | Helyezés |
| Versenyző | Versenyszám              | Idő      | Hely.    | Idő      | Hely.    | Típus    | Idő      | Hely.    | Típus | Idő     | Hely. | Helyezés |
| --- | ------------------------ | -------- | -------- | -------- | -------- | -------- | -------- | -------- | ----- | ------- | ----- | -------- |
| Anne Marden | Egypárevezős             | 7:40,12  | 1.       |          |          | A/B      | 7:35,72  | 2.       | A     | 7:29,84 | 4.    | 4.       |
| Cindy Ryder Mary Mazzio | Kétpárevezős             | 7:26,73  | 4.       | 7:22,29  | 2.       | A/B      | 7:13,04  | 6.       | B     | 7:12,24 | 5.    | 11.      |
| Anna Seaton Stephanie Maxwell-Pierson                                                                                       | Kormányos nélküli kettes | 7:40,19  | 1.       |          |          | A/B      | 7:11,70  | 1.       | A     | 7:08,11 | 3.    |          |
| Kristine Karlson Alison Townley Serena Eddy-Moulton Michelle Knox-Zaloom                                                    | Négypárevezős            | 6:36,73  | 2.       | 6:30,93  | 1.       |          |          |          | A     | 6:32,65 | 5.    | 5.       |
| Shelagh Donohoe Cynthia Eckert Amy Fuller Carol Feeney                                                                      | Kormányos nélküli négyes | 6:46,03  | 2.       | 6:48,55  | 1.       |          |          |          | A     | 6:31,86 | 2.    |          |
| Tina Brown Shannon Day Betsy McCagg Mary McCagg Sarah Gengler Tracy Rude Kelley Jones Diana Olson Yasmin Farooq (kormányos) | Nyolcas                  | 6:15,52  | 3.       | 6:13,83  | 3.       |          |          |          | A     | 6:12,25 | 6.    | 6.       |

## Íjászat
Férfi
| Versenyző                                | Versenyszám | Selejtező | Selejtező | Selejtező | Selejtező | Selejtező | Selejtező | Selejtező | Selejtező | Selejtező | Selejtező | Kieséses szakasz                       | Kieséses szakasz                                                              | Kieséses szakasz                                                                | Kieséses szakasz  | Kieséses szakasz  | Helyezés |
| Versenyző                                | Versenyszám | 30 m      | 30 m      | 50 m      | 50 m      | 70 m      | 70 m      | 90 m      | 90 m      | Pont      | Hely.     | 32-es főtábla                          | Nyolcaddöntő                                                                  | Negyeddöntő                                                                     | Elődöntő          | Döntő             | Helyezés |
| Versenyző                                | Versenyszám | Pont      | Hely.     | Pont      | Hely.     | Pont      | Hely.     | Pont      | Hely.     | Pont      | Hely.     | Ellenfél Eredmény                      | Ellenfél Eredmény                                                             | Ellenfél Eredmény                                                               | Ellenfél Eredmény | Ellenfél Eredmény | Helyezés |
| ---------------------------------------- | ----------- | --------- | --------- | --------- | --------- | --------- | --------- | --------- | --------- | --------- | --------- | -------------------------------------- | ----------------------------------------------------------------------------- | ------------------------------------------------------------------------------- | ----------------- | ----------------- | -------- |
| Jay Barrs                                | Egyéni      | 351       | 9.        | 329       | 3.        | 322       | 25.       | 302       | 14.       | 1304      | 12.       | Tomi Poikolainen (FIN) (21.) · 106-100 | Erwin Verstegen (NED) (28.) · 106-104                                         | Simon Terry (GBR) (20.) · 108-108                                               | kiesett           | kiesett           | 5.       |
| Butch Johnson                            | Egyéni      | 351       | 9.        | 319       | 28.       | 313       | 49.       | 293       | 25.       | 1276      | 30.       | Han Seung-Hun (KOR) (3.) · 106-107     | kiesett                                                                       | kiesett                                                                         | kiesett           | kiesett           | 18.      |
| Richard McKinney                         | Egyéni      | 350       | 13.       | 322       | 16.       | 316       | 43.       | 272       | 59.       | 1260      | 40.       | kiesett                                | kiesett                                                                       | kiesett                                                                         | kiesett           | kiesett           | 40.      |
| Jay Barrs Butch Johnson Richard McKinney | Csapat      | 1052      | 2.        | 970       | 3.        | 951       | 13.       | 867       | 10.       | 3840      | 4.        |                                        | Japán (JPN) · Jamamoto Hirosi · Nisikava Kijokazu · Oku Naoto (13.) · 243-225 | Finnország (FIN) · Ismo Falck · Jari Lipponen · Tomi Poikolainen (5.) · 237-239 | kiesett           | kiesett           | 6.       |

Női
| Versenyző                                     | Versenyszám | Selejtező | Selejtező | Selejtező | Selejtező | Selejtező | Selejtező | Selejtező | Selejtező | Selejtező | Selejtező | Kieséses szakasz                           | Kieséses szakasz                                                                | Kieséses szakasz                                                                           | Kieséses szakasz  | Kieséses szakasz  | Helyezés |
| Versenyző                                     | Versenyszám | 30 m      | 30 m      | 50 m      | 50 m      | 60 m      | 60 m      | 70 m      | 70 m      | Pont      | Hely.     | 32-es főtábla                              | Nyolcaddöntő                                                                    | Negyeddöntő                                                                                | Elődöntő          | Döntő             | Helyezés |
| Versenyző                                     | Versenyszám | Pont      | Hely.     | Pont      | Hely.     | Pont      | Hely.     | Pont      | Hely.     | Pont      | Hely.     | Ellenfél Eredmény                          | Ellenfél Eredmény                                                               | Ellenfél Eredmény                                                                          | Ellenfél Eredmény | Ellenfél Eredmény | Helyezés |
| --------------------------------------------- | ----------- | --------- | --------- | --------- | --------- | --------- | --------- | --------- | --------- | --------- | --------- | ------------------------------------------ | ------------------------------------------------------------------------------- | ------------------------------------------------------------------------------------------ | ----------------- | ----------------- | -------- |
| Sherry Block                                  | Egyéni      | 341       | 30.       | 309       | 30.       | 307       | 50.       | 314       | 12.       | 1271      | 29.       | Natalia Valeeva (EUN) (4.) · 99-101        | kiesett                                                                         | kiesett                                                                                    | kiesett           | kiesett           | 25.      |
| Jennifer O'Donnell                            | Egyéni      | 347       | 11.       | 320       | 16.       | 322       | 29.       | 306       | 22.       | 1295      | 20.       | Ljudmila Arzsannikova (EUN) (13.) · 101-97 | Natalia Valeeva (EUN) (4.) · 105-112                                            | kiesett                                                                                    | kiesett           | kiesett           | 11.      |
| Denise Parker                                 | Egyéni      | 349       | 6.        | 325       | 11.       | 331       | 10.       | 328       | 4.        | 1333      | 5.        | Zehra Öktem (TUR) (28.) · 108-95           | Natalia Nasaridze-Çakir (TUR) (12.) · 105-100                                   | Natalia Valeeva (EUN) (4.) · 105-107                                                       | kiesett           | kiesett           | 5.       |
| Sherry Block Jennifer O'Donnell Denise Parker | Csapat      | 1037      | 4.        | 954       | 3.        | 960       | 11.       | 948       | 3.        | 3899      | 4.        |                                            | Magyarország (HUN) · Kiss Tímea · Kovács Judit · Szendey Marina (13.) · 235-222 | Franciaország (FRA) · Séverine Bonal · Christine Gabillard · Nathalie Hibon (5.) · 225-234 | kiesett           | kiesett           | 8.       |

## Kajak-kenu

### Síkvízi
Férfi
| Versenyző                                          | Versenyszám         | Előfutam | Előfutam | Előfutam | Vigaszág | Vigaszág | Vigaszág | Elődöntő | Elődöntő | Elődöntő | Döntő   | Döntő    |
| Versenyző                                          | Versenyszám         | Idő      | Hely.    | Össz.    | Idő      | Hely.    | Össz.    | Idő      | Hely.    | Össz.    | Idő     | Helyezés |
| -------------------------------------------------- | ------------------- | -------- | -------- | -------- | -------- | -------- | -------- | -------- | -------- | -------- | ------- | -------- |
| Norman Bellingham                                  | Kajak egyes 500 m   | 1:41,00  | 2.       | 2.       | erőnyerő | erőnyerő | erőnyerő | 1:41,48  | 1.       | 1.       | 1:40,84 | 4.       |
| Greg Barton                                        | Kajak egyes 1000 m  | 3:36,59  | 3.       | 3.       | 3:32,34  | 1.       | 1.       | 3:36,34  | 1.       | 2.       | 3:37,93 |          |
| Michael Harbold Peter Newton                       | Kajak kettes 500 m  | 1:32,42  | 1.       | 2.       | erőnyerő | erőnyerő | erőnyerő | 1:29,80  | 4.       | 6.       | 1:33,02 | 8.       |
| Greg Barton Norman Bellingham                      | Kajak kettes 1000 m | 3:15,74  | 2.       | 3.       | erőnyerő | erőnyerő | erőnyerő | 3:17,93  | 2.       | 3.       | 3:19,26 | 4.       |
| Chris Barlow Mark Hamilton Mike Herbert Terry Kent | Kajak négyes 1000 m | 2:58,87  | 4.       | 10.*     |          |          |          | 2:56,57  | 3.       | 3.       | 3:04,30 | 9.       |
| Fred Spaulding                                     | Kenu egyes 500 m    | 1:56,86  | 4.       | 12.      | 1:57,48  | 5.       | 8.       | 1:57,48  | 6.       | 12.      | kiesett | kiesett  |
| Fred Spaulding                                     | Kenu egyes 1000 m   | 4:10,24  | 6.       | 13.      | 4:04,39  | 2.       | 4.       | 4:13,83  | 6.       | 12.      | kiesett | kiesett  |
| Stewart Carr Jim Terrell                           | Kenu kettes 500 m   | 1:46,85  | 6.       | 10.      |          |          |          | 1:46,62  | 5.       | 10.      | kiesett | kiesett  |
| Wyatt Jones Gregory Steward                        | Kenu kettes 1000 m  | 4:01,65  | 7.       | 14.      |          |          |          | kizárták | kizárták | kizárták | kiesett | kiesett  |

Női
| Versenyző                                                          | Versenyszám        | Előfutam | Előfutam | Előfutam | Elődöntő | Elődöntő | Elődöntő | Döntő   | Döntő    |
| Versenyző                                                          | Versenyszám        | Idő      | Hely.    | Össz.    | Idő      | Hely.    | Össz.    | Idő     | Helyezés |
| ------------------------------------------------------------------ | ------------------ | -------- | -------- | -------- | -------- | -------- | -------- | ------- | -------- |
| Sheila Conover                                                     | Kajak egyes 500 m  | 1:54,57  | 1.       | 5.       | 1:53,05  | 5.       | 10.      | kiesett | kiesett  |
| Cathy Marino-Geers Traci Phillips                                  | Kajak kettes 500 m | 1:53,52  | 6.       | 18.      | 1:45,50  | 5.       | 13.      | kiesett | kiesett  |
| Sheila Conover Alexandra Harbold Cathy Marino-Geers Traci Phillips | Kajak négyes 500 m | 1:36,74  | 2.D      | 6.       |          |          |          | 1:43,00 | 7.       |

* - egy másik csapattal azonos időt ért el

### Szlalom
Férfi
| Versenyző                        | Versenyszám | Döntő    | Döntő    | Döntő    | Döntő    | Döntő         | Helyezés |
| Versenyző                        | Versenyszám | 1. futam | 1. futam | 2. futam | 2. futam | Jobb eredmény | Helyezés |
| Versenyző                        | Versenyszám | Pont     | Hely.    | Pont     | Hely.    | Pont          | Helyezés |
| -------------------------------- | ----------- | -------- | -------- | -------- | -------- | ------------- | -------- |
| Eric Jackson                     | Kajak egyes | 112,59   | 10.      | 117,04   | 14.      | 112,59        | 13.      |
| Scott Shipley                    | Kajak egyes | 119,64   | 21.      | 120,98   | 23.      | 119,64        | 27.      |
| Rich Weiss                       | Kajak egyes | 114,29   | 14.      | 113,12   | 7.       | 113,12        | 16.      |
| Adam Clawson                     | Kenu egyes  | 129,23   | 15.      | 197,17   | 31.      | 129,23        | 21.      |
| David Hearn                      | Kenu egyes  | 121,70   | 6.       | 121,57   | 10.      | 121,57        | 11.      |
| Jon Lugbill                      | Kenu egyes  | 118,62   | 2.       | 118,89   | 3.       | 118,62        | 4.       |
| James McEwan Lecky Haller        | Kenu kettes | 136,35   | 7.       | 128,05   | 4.       | 128,05        | 4.       |
| Scott Strausbaugh Joe Jacobi     | Kenu kettes | 124,82   | 1.       | 122,41   | 1.       | 122,41        |          |
| Elliot Weintrob Martin McCormick | Kenu kettes | 150,59   | 13.      | 152,08   | 13.      | 150,59        | 15.      |

Női
| Versenyző       | Versenyszám | Döntő    | Döntő    | Döntő    | Döntő    | Döntő         | Helyezés |
| Versenyző       | Versenyszám | 1. futam | 1. futam | 2. futam | 2. futam | Jobb eredmény | Helyezés |
| Versenyző       | Versenyszám | Pont     | Hely.    | Pont     | Hely.    | Pont          | Helyezés |
| --------------- | ----------- | -------- | -------- | -------- | -------- | ------------- | -------- |
| Dana Chladek    | Kajak egyes | 131,75   | 1.       | 186,46   | 22.      | 131,75        |          |
| Maylon Hanold   | Kajak egyes | 332,75   | 25.      | 193,80   | 23.      | 193,80        | 25.      |
| Catherine Hearn | Kajak egyes | 151,99   | 16.      | 139,51   | 7.       | 139,51        | 9.       |

## Kerékpározás

### Országúti kerékpározás
Férfi
| Versenyző                                                 | Versenyszám     | Idő             | Helyezés |
| --------------------------------------------------------- | --------------- | --------------- | -------- |
| Lance Armstrong                                           | Mezőnyverseny   | 4:35:56(+0:35)  | 14.      |
| Bob Mionske                                               | Mezőnyverseny   | 4:42:31(+7:10)  | 75.      |
| Timm Peddie                                               | Mezőnyverseny   | 4:35:56(+0:35)  | 37.      |
| George Hincapie Scott Mercier Nathan Sheafor John Stenner | Csapat időfutam | 2:13:35(+11:56) | 16.      |

Női
| Versenyző              | Versenyszám   | Idő            | Helyezés |
| ---------------------- | ------------- | -------------- | -------- |
| Jeanne Golay           | Mezőnyverseny | 2:05:03(+0:21) | 6.       |
| Inga Thompson-Benedict | Mezőnyverseny | 2:05:03(+0:21) | 26.      |
| Sally Zack             | Mezőnyverseny | 2:05:03(+0:21) | 10.      |

### Pálya-kerékpározás
Sprintversenyek
| Versenyző                 | Versenyszám  | Selejtező | Selejtező | 1. forduló                                                     | 1. forduló | Vigaszág selejtező            | Vigaszág selejtező | Vigaszág döntő       | Vigaszág döntő | 2. forduló                                        | 2. forduló | Vigaszág                      | Vigaszág | Negyeddöntő                         | 5–8. helyért                                                         | 5–8. helyért | Elődöntő             | Döntő                | Helyezés    |
| Versenyző                 | Versenyszám  | Idő       | Hely.     | Ellenfelek Győztes idő                                         | Hely.      | Ellenfél Győztes idő          | Hely.              | Ellenfél Győztes idő | Hely.          | Ellenfelek Győztes idő                            | Hely.      | Ellenfél Győztes idő          | Hely.    | Ellenfél Győztes idő                | Ellenfelek Győztes idő                                               | Hely.        | Ellenfél Győztes idő | Ellenfél Győztes idő | Helyezés    |
| ------------------------- | ------------ | --------- | --------- | -------------------------------------------------------------- | ---------- | ----------------------------- | ------------------ | -------------------- | -------------- | ------------------------------------------------- | ---------- | ----------------------------- | -------- | ----------------------------------- | -------------------------------------------------------------------- | ------------ | -------------------- | -------------------- | ----------- |
| Kenneth Carpenter         | Férfi egyéni | 10,561    | 6.        | Kodzsima Keidzsi (JPN) · Tulus Widodo Kalimanto (INA) · 10,981 | 1.         |                               |                    |                      |                | Curtis Harnett (CAN) · Jon Andrews (NZL) · 10,994 | kizárták   | Frédéric Magné (FRA) · 11,390 | 1.       | Jens Fiedler (GER) · 10,883, 11,322 | José Lovito (ARG) · Nyikolaj Kovs (EUN) · José Moreno (ESP) · 11,648 | 1.           |                      |                      | 5.          |
| Cornelia Pareskevin-Young | Női egyéni   | 11,946    | 7.        | Félicia Ballanger (FRA) · Kuroki Mika (JPN) · 12,615           | kizárták   | Annett Neumann (GER) · 12,238 | 2.                 | kiesett              | kiesett        | kiesett                                           | kiesett    | kiesett                       | kiesett  | kiesett                             | kiesett                                                              | kiesett      | kiesett              | kiesett              | helyezetlen |

Üldözőversenyek
| Versenyző                                            | Versenyszám                | Selejtező | Selejtező | Negyeddöntő                             | Negyeddöntő | Negyeddöntő | Elődöntő                      | Elődöntő  | Elődöntő | Döntő        | Döntő     | Helyezés |
| Versenyző                                            | Versenyszám                | Idő       | Hely.     | Ellenfél Idő                            | Saját idő   | Hely.       | Ellenfél Idő                  | Saját idő | Hely.    | Ellenfél Idő | Saját idő | Helyezés |
| ---------------------------------------------------- | -------------------------- | --------- | --------- | --------------------------------------- | ----------- | ----------- | ----------------------------- | --------- | -------- | ------------ | --------- | -------- |
| Carl Sundquist                                       | Férfi egyéni üldözőverseny | 4:34,390  | 6.        | Mark Kingsland (AUS) · 4:29,173         | lekörözték  | 12.         | kiesett                       | kiesett   | kiesett  | kiesett      | kiesett   | 12.      |
| Rebecca Twigg                                        | Női egyéni üldözőverseny   | 3:43,218  | 3.        | Jeannie Longo-Ciprelli (FRA) · 3:46,547 | 3:46,508    | 3.          | Kathryn Watt (AUS) · 3:49,790 | 4:52,429  | 3.       |              |           |          |
| Chris Coletta Dirk Copeland Matthew Hamon Jim Pollak | Férfi csapat üldözőverseny | 4:22,963  | 9.        | kiesett                                 | kiesett     | kiesett     | kiesett                       | kiesett   | kiesett  | kiesett      | kiesett   | 9.       |

Időfutam
| Versenyző     | Versenyszám           | Idő      | Helyezés |
| ------------- | --------------------- | -------- | -------- |
| Erin Hartwell | Férfi egyéni időfutam | 1:04,753 |          |

Pontversenyek
| Versenyző   | Versenyszám       | Selejtező | Selejtező | Selejtező | Selejtező | Döntő     | Döntő   | Helyezés |
| Versenyző   | Versenyszám       | Csoport   | lekörözés | Pont      | Hely.     | lekörözés | Pont    | Helyezés |
| ----------- | ----------------- | --------- | --------- | --------- | --------- | --------- | ------- | -------- |
| J'me Carney | Férfi pontverseny | A         | 1         | 6         | 13.       | kiesett   | kiesett | kiesett  |

## Kézilabda

### Női
| Amerikai női kézilabdacsapat-játékoskeret                                                                 | Amerikai női kézilabdacsapat-játékoskeret                                                  |
| --- | ------------------------------------------------------------------------------------------ |
| - Sharon Cain - Kim Clarke - Laura Coenen - Laurie Fellner - Sam Jones - Portia Lack - Dannette Leininger | - Pat Neder - Karyn Palgut - Carol Peterka - Angie Raynor - Barbara Schaaf - Cindy Stinger |

#### Eredmények
Csoportkör
A csoport
| Csapat                  | M | Gy | D | V | G+ | G– | Gk  | P |
| ----------------------- | - | -- | - | - | -- | -- | --- | - |
| Egyesített Csapat (EUN) | 3 | 3  | 0 | 0 | 77 | 56 | +21 | 6 |
| Németország (GER)       | 3 | 2  | 0 | 1 | 86 | 61 | +25 | 4 |
| Egyesült Államok (USA)  | 3 | 1  | 0 | 2 | 55 | 76 | –21 | 2 |
| Nigéria (NGR)           | 3 | 0  | 0 | 3 | 56 | 81 | –25 | 0 |

| 1992. július 30. 15:00 | Egyesített Csapat (EUN) | 23–16  | Egyesült Államok (USA) | Játékvezetők: Gallego, Lamas (ESP) |
| 1992. július 30. 15:00 | Morszkova 8             | (14–9) | Peterka 4              | Játékvezetők: Gallego, Lamas (ESP) |
| 1992. július 30. 15:00 |                         |        |                        | Játékvezetők: Gallego, Lamas (ESP) |

| 1992. augusztus 1. 15:00 | Egyesült Államok (USA) | 16–32  | Németország (GER)   | Játékvezetők: Convents, Xhonneux (BEL) |
| 1992. augusztus 1. 15:00 | Jones 7                | (6–16) | Leonte, Fittinger 8 | Játékvezetők: Convents, Xhonneux (BEL) |
| 1992. augusztus 1. 15:00 |                        |        |                     | Játékvezetők: Convents, Xhonneux (BEL) |

| 1992. augusztus 3. 10:00 | Egyesült Államok (USA) | 23–21  | Nigéria (NGR) | Játékvezetők: Christensen, Jorgensen (DEN) |
| 1992. augusztus 3. 10:00 | Jones 8                | (12–9) | Nkechi Abi 10 | Játékvezetők: Christensen, Jorgensen (DEN) |
| 1992. augusztus 3. 10:00 |                        |        |               | Játékvezetők: Christensen, Jorgensen (DEN) |

Az 5. helyért
| 1992. augusztus 7. 11:00 | Egyesült Államok (USA) | 17–26  | Ausztria (AUT) | Játékvezetők: Convents, Xhonneux (BEL) |
| 1992. augusztus 7. 11:00 | Cain 5                 | (6–11) | Matei 7        | Játékvezetők: Convents, Xhonneux (BEL) |
| 1992. augusztus 7. 11:00 |                        |        |                | Játékvezetők: Convents, Xhonneux (BEL) |

| Csapat                 | Helyezés |
| ---------------------- | -------- |
| Egyesült Államok (USA) | 6.       |

## Kosárlabda

### Férfi
| Amerikai férfi kosárlabdacsapat-játékoskeret                                                    | Amerikai férfi kosárlabdacsapat-játékoskeret                                                        |
| ----------------------------------------------------------------------------------------------- | --------------------------------------------------------------------------------------------------- |
| - Charles Barkley - Larry Bird - Clyde Drexler - Patrick Ewing - Magic Johnson - Michael Jordan | - Christian Laettner - Karl Malone - Chris Mullin - Scottie Pippen - David Robinson - John Stockton |

#### Eredmények
Csoportkör
A csoport
| Csapat                 | M | Gy | V | P+  | P–  | Pk   | P  |
| ---------------------- | - | -- | - | --- | --- | ---- | -- |
| Egyesült Államok (USA) | 5 | 5  | 0 | 579 | 350 | +229 | 10 |
| Horvátország (CRO)     | 5 | 4  | 1 | 423 | 400 | +23  | 9  |
| Brazília (BRA)         | 5 | 2  | 3 | 420 | 463 | –43  | 7  |
| Németország (GER)      | 5 | 2  | 3 | 369 | 432 | –63  | 7  |
| Angola (ANG)           | 5 | 1  | 4 | 324 | 392 | –68  | 6  |
| Spanyolország (ESP)    | 5 | 1  | 4 | 398 | 476 | –78  | 6  |

| 1992. július 26. 16:30 | Angola (ANG)         | 48–116    | Egyesült Államok (USA) | Pabellón Olímpico de Badalona, Badalona |
| 1992. július 26. 16:30 | (16–64)              |           |                        | Pabellón Olímpico de Badalona, Badalona |
| 1992. július 26. 16:30 | Macedo, Conceição 10 | Pont      | Barkley 24             | Pabellón Olímpico de Badalona, Badalona |
| 1992. július 26. 16:30 | Conceição 7          | Lepattanó | Barkley 6              | Pabellón Olímpico de Badalona, Badalona |
| 1992. július 26. 16:30 | Conceição 2          | Gólpassz  | Johnson 10             | Pabellón Olímpico de Badalona, Badalona |

| 1992. július 27. 20:30 | Horvátország (CRO) | 70–103    | Egyesült Államok (USA) | Pabellón Olímpico de Badalona, Badalona |
| 1992. július 27. 20:30 | (37–54)            |           |                        | Pabellón Olímpico de Badalona, Badalona |
| 1992. július 27. 20:30 | Petrović 19        | Pont      | Jordan 21              | Pabellón Olímpico de Badalona, Badalona |
| 1992. július 27. 20:30 | Rađa, Vranković 8  | Lepattanó | Malone 5               | Pabellón Olímpico de Badalona, Badalona |
| 1992. július 27. 20:30 | Kukoč 5            | Gólpassz  | Pippen 9               | Pabellón Olímpico de Badalona, Badalona |

| 1992. július 29. 20:30 | Egyesült Államok (USA) | 111– 68   | Németország (GER)   | Pabellón Olímpico de Badalona, Badalona |
| 1992. július 29. 20:30 | (58–23)                |           |                     | Pabellón Olímpico de Badalona, Badalona |
| 1992. július 29. 20:30 | Bird 19                | Pont      | Schrempf, Jackel 15 | Pabellón Olímpico de Badalona, Badalona |
| 1992. július 29. 20:30 | Malone 5               | Lepattanó | Schrempf 8          | Pabellón Olímpico de Badalona, Badalona |
| 1992. július 29. 20:30 | Jordan 12              | Gólpassz  | Rödl, Schrempf 2    | Pabellón Olímpico de Badalona, Badalona |

| 1992. július 31. 22:30 | Egyesült Államok (USA) | 127– 83   | Brazília (BRA)   | Pabellón Olímpico de Badalona, Badalona |
| 1992. július 31. 22:30 | (60–41)                |           |                  | Pabellón Olímpico de Badalona, Badalona |
| 1992. július 31. 22:30 | Barkley 30             | Pont      | Schmidt 24       | Pabellón Olímpico de Badalona, Badalona |
| 1992. július 31. 22:30 | Ewing 9                | Lepattanó | dos Santos 9     | Pabellón Olímpico de Badalona, Badalona |
| 1992. július 31. 22:30 | Drexler 10             | Gólpassz  | Maury Ponikwar 7 | Pabellón Olímpico de Badalona, Badalona |

| 1992. augusztus 2. 22:30 | Spanyolország (ESP) | 81–122    | Egyesült Államok (USA) | Pabellón Olímpico de Badalona, Badalona |
| 1992. augusztus 2. 22:30 | (35–65)             |           |                        | Pabellón Olímpico de Badalona, Badalona |
| 1992. augusztus 2. 22:30 | Jiménez 23          | Pont      | Barkley 20             | Pabellón Olímpico de Badalona, Badalona |
| 1992. augusztus 2. 22:30 | Jiménez, Andreu 7   | Lepattanó | Ewing, Malone 10       | Pabellón Olímpico de Badalona, Badalona |
| 1992. augusztus 2. 22:30 | Jiménez 6           | Gólpassz  | Pippen 9               | Pabellón Olímpico de Badalona, Badalona |

Negyeddöntő
| 1992. augusztus 4. 22:30 | Egyesült Államok (USA) | 115–77    | Puerto Rico (PUR) | Pabellón Olímpico de Badalona, Badalona |
| 1992. augusztus 4. 22:30 | (67–40)                |           |                   | Pabellón Olímpico de Badalona, Badalona |
| 1992. augusztus 4. 22:30 | Mullin 21              | Pont      | Ortíz, Casiano 13 | Pabellón Olímpico de Badalona, Badalona |
| 1992. augusztus 4. 22:30 | Laettner 8             | Lepattanó | Ortíz 8           | Pabellón Olímpico de Badalona, Badalona |
| 1992. augusztus 4. 22:30 | Pippen 8               | Gólpassz  | Carter 4          | Pabellón Olímpico de Badalona, Badalona |

Elődöntő
| 1992. augusztus 6. 22:30 | Litvánia (LTU)  | 76–127    | Egyesült Államok (USA) | Pabellón Olímpico de Badalona, Badalona |
| 1992. augusztus 6. 22:30 | (30–49)         |           |                        | Pabellón Olímpico de Badalona, Badalona |
| 1992. augusztus 6. 22:30 | Marčiulionis 20 | Pont      | Jordan 21              | Pabellón Olímpico de Badalona, Badalona |
| 1992. augusztus 6. 22:30 | Sabonis 8       | Lepattanó | Robinson 8             | Pabellón Olímpico de Badalona, Badalona |
| 1992. augusztus 6. 22:30 | Marčiulionis 8  | Gólpassz  | Johnson 8              | Pabellón Olímpico de Badalona, Badalona |

Döntő
| 1992. augusztus 8. 22:00 | Horvátország (CRO) | 85–117    | Egyesült Államok (USA) | Pabellón Olímpico de Badalona, Badalona |
| 1992. augusztus 8. 22:00 | (42–56)            |           |                        | Pabellón Olímpico de Badalona, Badalona |
| 1992. augusztus 8. 22:00 | Petrović 24        | Pont      | Jordan 22              | Pabellón Olímpico de Badalona, Badalona |
| 1992. augusztus 8. 22:00 | Rađa 6             | Lepattanó | Ewing 6                | Pabellón Olímpico de Badalona, Badalona |
| 1992. augusztus 8. 22:00 | Kukoč 9            | Gólpassz  | Johnson 6              | Pabellón Olímpico de Badalona, Badalona |

| Csapat                 | Helyezés |
| ---------------------- | -------- |
| Egyesült Államok (USA) |          |

### Női
| Amerikai női kosárlabdacsapat-játékoskeret                                                         | Amerikai női kosárlabdacsapat-játékoskeret                                                               |
| -------------------------------------------------------------------------------------------------- | --- |
| - Vicky Bullett - Daedra Charles - Cynthia Cooper - Clarissa Davis - Medina Dixon - Teresa Edwards | - Tammy Jackson - Carolyn Jones - Katrina McClain - Suzanne McConnell - Vickie Orr - Teresa Weatherspoon |

#### Eredmények
Csoportkör
B csoport
| Csapat                 | M | Gy | V | P+  | P–  | Pk   | P |
| ---------------------- | - | -- | - | --- | --- | ---- | - |
| Egyesült Államok (USA) | 3 | 3  | 0 | 318 | 181 | +137 | 6 |
| Kína (CHN)             | 3 | 2  | 1 | 205 | 226 | –21  | 5 |
| Spanyolország (ESP)    | 3 | 1  | 2 | 181 | 238 | –57  | 4 |
| Csehszlovákia (TCH)    | 3 | 0  | 3 | 183 | 242 | –59  | 3 |

| 1992. július 30. 16:30 | Csehszlovákia (TCH)                | 55–111    | Egyesült Államok (USA) | Pabellón Olímpico de Badalona, Badalona |
| 1992. július 30. 16:30 | (33–53)                            |           |                        | Pabellón Olímpico de Badalona, Badalona |
| 1992. július 30. 16:30 | Janoštinová-Kotočová, Chupíková 14 | Pont      | Cooper 18              | Pabellón Olímpico de Badalona, Badalona |
| 1992. július 30. 16:30 | Janoštinová-Kotočová, Berková 5    | Lepattanó | Dixon 8                | Pabellón Olímpico de Badalona, Badalona |
| 1992. július 30. 16:30 | három játékos 2                    | Gólpassz  | Edwards, Dixon 5       | Pabellón Olímpico de Badalona, Badalona |

| 1992. augusztus 1. 11:00 | Egyesült Államok (USA) | 93–67     | Kína (CHN)                        | Pabellón Olímpico de Badalona, Badalona |
| 1992. augusztus 1. 11:00 | (47–33)                |           |                                   | Pabellón Olímpico de Badalona, Badalona |
| 1992. augusztus 1. 11:00 | Dixon 19               | Pont      | Cung Hszüe-ti (Cong Xuedi) 18     | Pabellón Olímpico de Badalona, Badalona |
| 1992. augusztus 1. 11:00 | Orr 11                 | Lepattanó | Cseng Haj-hszia (Zheng Haixia) 11 | Pabellón Olímpico de Badalona, Badalona |
| 1992. augusztus 1. 11:00 | Edwards 8              | Gólpassz  | Ho Csün (He Jun) 6                | Pabellón Olímpico de Badalona, Badalona |

| 1992. augusztus 3. 22:00 | Spanyolország (ESP) | 59–114    | Egyesült Államok (USA) | Pabellón Olímpico de Badalona, Badalona |
| 1992. augusztus 3. 22:00 | (32–51)             |           |                        | Pabellón Olímpico de Badalona, Badalona |
| 1992. augusztus 3. 22:00 | Ares 13             | Pont      | Dixon 28               | Pabellón Olímpico de Badalona, Badalona |
| 1992. augusztus 3. 22:00 | Geuer 6             | Lepattanó | McClain 8              | Pabellón Olímpico de Badalona, Badalona |
| 1992. augusztus 3. 22:00 | Ares 4              | Gólpassz  | Edwards, McConnell 6   | Pabellón Olímpico de Badalona, Badalona |

Elődöntő
| 1992. augusztus 5. 22:00 | Egyesült Államok (USA) | 73–79     | Egyesített Csapat (EUN)  | Pabellón Olímpico de Badalona, Badalona |
| 1992. augusztus 5. 22:00 | (41–47)                |           |                          | Pabellón Olímpico de Badalona, Badalona |
| 1992. augusztus 5. 22:00 | Dixon 12               | Pont      | Zaszulszkaja 20          | Pabellón Olímpico de Badalona, Badalona |
| 1992. augusztus 5. 22:00 | McClain 16             | Lepattanó | Zaszulszkaja 8           | Pabellón Olímpico de Badalona, Badalona |
| 1992. augusztus 5. 22:00 | három játékos 3        | Gólpassz  | Svajbovics, Zabolujeva 4 | Pabellón Olímpico de Badalona, Badalona |

Bronzmérkőzés
| 1992. augusztus 7. 13:00 | Egyesült Államok (USA) | 88–74     | Kuba (CUB)     | Pabellón Olímpico de Badalona, Badalona |
| 1992. augusztus 7. 13:00 | (44–44)                |           |                | Pabellón Olímpico de Badalona, Badalona |
| 1992. augusztus 7. 13:00 | Edwards 18             | Pont      | Castillo 16    | Pabellón Olímpico de Badalona, Badalona |
| 1992. augusztus 7. 13:00 | McClain 12             | Lepattanó | Borrell 9      | Pabellón Olímpico de Badalona, Badalona |
| 1992. augusztus 7. 13:00 | Edwards 5              | Gólpassz  | négy játékos 1 | Pabellón Olímpico de Badalona, Badalona |

| Csapat                 | Helyezés |
| ---------------------- | -------- |
| Egyesült Államok (USA) |          |

## Labdarúgás
| Amerikai férfi labdarúgócsapat-játékoskeret                                                                                  | Amerikai férfi labdarúgócsapat-játékoskeret |
| --- | --- |
| - Yari Allnutt - Mike Burns - Dario Brose - Troy Dayak - Brad Friedel - Mike Huwiler - Erik Imler - Cobi Jones - Manny Lagos | - Alexi Lalas - Mike Lapper - Joe-Max Moore - Curt Onalfo - Cam Rast - Claudio Reyna - Steve Snow - Dante Washington - Szövetségi kapitány: Lothar Osiander |

### Eredmények
Csoportkör
A csoport
| Csapat                 | M | Gy | D | V | Rg | Kg | Gk | P |
| ---------------------- | - | -- | - | - | -- | -- | -- | - |
| Lengyelország (POL)    | 3 | 2  | 1 | 0 | 7  | 2  | +5 | 5 |
| Olaszország (ITA)      | 3 | 2  | 0 | 1 | 3  | 4  | –1 | 4 |
| Egyesült Államok (USA) | 3 | 1  | 1 | 1 | 6  | 5  | +1 | 3 |
| Kuvait (KUW)           | 3 | 0  | 0 | 3 | 1  | 6  | –5 | 0 |

| 1992. július 24. 18:00 |

| Olaszország (ITA)       | 2–1               | Egyesült Államok (USA) |
| ----------------------- | ----------------- | ---------------------- |
| Melli 14' Albertini 21' | (2–0) Jegyzőkönyv | Moore 65'              |

| Camp Nou, Barcelona Nézőszám: 18 000 Játékvezető: Díaz Vega (spanyol) |

| 1992. július 27. 19:00 |

| Egyesült Államok (USA)       | 3–1               | Kuvait (KUW)   |
| ---------------------------- | ----------------- | -------------- |
| Brose 56' Lagos 79' Snow 85' | (0–1) Jegyzőkönyv | el-Hadijja 16' |

| Estadio La Romareda, Zaragoza Nézőszám: 4500 Játékvezető: Kee Chong (mauritiusi) |

| 1992. július 29. 19:00 |

| Egyesült Államok (USA) | 2–2               | Lengyelország (POL)         |
| ---------------------- | ----------------- | --------------------------- |
| Imler 20' Snow 52'     | (1–2) Jegyzőkönyv | Koźmiński 31' Juskowiak 40' |

| Estadio La Romareda, Zaragoza Nézőszám: 3 000 Játékvezető: Kee Chong (mauritiusi) |

| Csapat                 | Helyezés |
| ---------------------- | -------- |
| Egyesült Államok (USA) | 9.       |

## Lovaglás
Díjlovaglás
| Versenyző                                                  | Ló                                  | Versenyszám | Selejtező | Selejtező | Selejtező | Selejtező | Selejtező | Selejtező | Selejtező | Selejtező | Selejtező | Selejtező | Selejtező  | Selejtező  | Döntő   | Döntő   | Döntő   | Döntő   | Döntő   | Döntő   | Döntő   | Döntő   | Döntő   | Döntő   | Döntő      | Helyezés |
| Versenyző                                                  | Ló                                  | Versenyszám | 1. kör    | 1. kör    | 2. kör    | 2. kör    | 3. kör    | 3. kör    | 4. kör    | 4. kör    | 5. kör    | 5. kör    | Összesítés | Összesítés | 1. kör  | 1. kör  | 2. kör  | 2. kör  | 3. kör  | 3. kör  | 4. kör  | 4. kör  | 5. kör  | 5. kör  | Összesítés | Helyezés |
| Versenyző                                                  | Ló                                  | Versenyszám | Pont      | Hely.     | Pont      | Hely.     | Pont      | Hely.     | Pont      | Hely.     | Pont      | Hely.     | Pont       | Hely.      | Pont    | Hely.   | Pont    | Hely.   | Pont    | Hely.   | Pont    | Hely.   | Pont    | Hely.   | Pont       | Helyezés |
| ---------------------------------------------------------- | ----------------------------------- | ----------- | --------- | --------- | --------- | --------- | --------- | --------- | --------- | --------- | --------- | --------- | ---------- | ---------- | ------- | ------- | ------- | ------- | ------- | ------- | ------- | ------- | ------- | ------- | ---------- | -------- |
| Charlotte Bredahl                                          | Monsieur                            | Egyéni      | 300       | 27.       | 308       | 19.       | 305       | 23.       | 301       | 17.       | 293       | 31.       | 1507       | 22.*       | kiesett | kiesett | kiesett | kiesett | kiesett | kiesett | kiesett | kiesett | kiesett | kiesett | kiesett    | 22.*     |
| Robert Dover                                               | Lectron                             | Egyéni      | 311       | 9.        | 287       | 42.       | 304       | 24.       | 304       | 14.       | 301       | 22.       | 1507       | 22.*       | kiesett | kiesett | kiesett | kiesett | kiesett | kiesett | kiesett | kiesett | kiesett | kiesett | kiesett    | 22.*     |
| Carol Lavell                                               | Gifted                              | Egyéni      | 326       | 5.        | 332       | 5.        | 326       | 6.        | 320       | 6.        | 325       | 5.        | 1629       | 6.         | 280     | 5.      | 275     | 11.     | 285     | 6.      | 283     | 5.      | 285     | 5.      | 1408       | 6.       |
| Michael Poulin                                             | Graf George                         | Egyéni      | 305       | 19.       | 299       | 26.       | 308       | 15.       | 281       | 39.       | 302       | 21.       | 1495       | 27.        | kiesett | kiesett | kiesett | kiesett | kiesett | kiesett | kiesett | kiesett | kiesett | kiesett | kiesett    | 27.      |
| Charlotte Bredahl Robert Dover Carol Lavell Michael Poulin | Monsieur Lectron Gifted Graf George | Csapat      |           |           |           |           |           |           |           |           |           |           |            |            |         |         |         |         |         |         |         |         |         |         | 4643       |          |

Díjugratás
| Versenyző                                                  | Ló                                      | Versenyszám | Selejtező | Selejtező | Selejtező | Selejtező | Selejtező | Selejtező | Selejtező  | Selejtező  | Döntő   | Döntő   | Döntő   | Döntő   | Végeredmény | Végeredmény |
| Versenyző                                                  | Ló                                      | Versenyszám | 1. kör    | 1. kör    | 2. kör    | 2. kör    | 2. kör    | 3. kör    | Összesítés | Összesítés | 1. kör  | 1. kör  | 2. kör  | 2. kör  | Végeredmény | Végeredmény |
| Versenyző                                                  | Ló                                      | Versenyszám | Pont      | Hely.     | Pont      | Össz.     | Hely.     | Pont      | Pont       | Hely.      | Bünt.   | Hely.   | Bünt.   | Hely.   | Pont/Bünt   | Helyezés    |
| ---------------------------------------------------------- | --------------------------------------- | ----------- | --------- | --------- | --------- | --------- | --------- | --------- | ---------- | ---------- | ------- | ------- | ------- | ------- | ----------- | ----------- |
| Norman Dello Joio                                          | Irish                                   | Egyéni      | 42,00     | 43.       | 56,00     | 98,00     | 38.       | 65,50     | 163,50     | 24.        | 0,00    | 1.      | 4,75    | 4.      | 4,75        |             |
| Lisa Jacquin                                               | For the Moment                          | Egyéni      | 70,50     | 13.       | 72,50     | 143,00    | 10.       |           | 143,00     | 37.        | 8,00    | 14.     | 13,25   | 16.     | 21,25       | 17.*        |
| Anne Kursinski                                             | Cannonball                              | Egyéni      | 0,00      | 81.       | 72,50     | 72,50     | 53.       |           | 72,50      | 63.        | kiesett | kiesett | kiesett | kiesett | 72,50       | 63.         |
| Michael Matz                                               | Heisman                                 | Egyéni      | 70,50     | 13.       | 84,50     | 155,00    | 4.        |           | 155,00     | 27.        | 4,00    | 6.      | 12,25   | 14.     | 16,25       | 10.         |
| Norman Dello Joio Lisa Jacquin Anne Kursinski Michael Matz | Irish For the Moment Cannonball Heisman | Csapat      |           |           |           |           |           |           |            |            | 20,00   | 8.      | 8,00    | 1.      | 28,00       | 5.*         |

Lovastusa
| Versenyző                                            | Ló                                     | Versenyszám | Díjlovaglás | Díjlovaglás | Tereplovaglás | Tereplovaglás | Tereplovaglás | Díjugratás | Díjugratás | Végeredmény | Végeredmény |
| Versenyző                                            | Ló                                     | Versenyszám | Bünt.       | Hely.       | Bünt.         | Hely.         | Össz.         | Bünt.      | Hely.      | Bünt.       | Helyezés    |
| ---------------------------------------------------- | -------------------------------------- | ----------- | ----------- | ----------- | ------------- | ------------- | ------------- | ---------- | ---------- | ----------- | ----------- |
| Stephen Bradley                                      | Sassy Reason                           | Egyéni      | 65,20       | 44.         | 128,00        | 54.           | 53.           | 10,00      | 24.        | 203,20      | 52.         |
| Michael Plumb                                        | Adonis                                 | Egyéni      | 49,60       | 8.          | 135,60        | 56.           | 51.           | 10,00      | 24.        | 195,20      | 48.         |
| Todd Trewin                                          | Sandscript                             | Egyéni      | 67,80       | 51.         | kizárták      | kizárták      | kiesett       | kiesett    | kiesett    | kiesett     | kiesett     |
| Jil Walton                                           | Patrona                                | Egyéni      | 63,20       | 35.         | 43,60         | 16.           | 16.           | 10,00      | 24.        | 116,80      | 17.         |
| Stephen Bradley Michael Plumb Todd Trewin Jil Walton | Sassy Reason Adonis Sandscript Patrona | Csapat      | 178,00      | 4.          | 307,20        | 13.           | 11.           | 30,00      | 7.         | 515,20      | 10.         |

* - egy másik versenyzővel/csapattal azonos eredményt ért el

## Műugrás
Férfi
| Versenyző     | Versenyszám        | Elődöntő | Elődöntő | Döntő  | Döntő    |
| Versenyző     | Versenyszám        | Pont     | Helyezés | Pont   | Helyezés |
| ------------- | ------------------ | -------- | -------- | ------ | -------- |
| Kent Ferguson | Egyéni műugrás     | 374,22   | 12.      | 609,12 | 5.       |
| Mark Lenzi    | Egyéni műugrás     | 409,11   | 2.       | 676,53 |          |
| Scott Donie   | Egyéni toronyugrás | 423,45   | 4.       | 633,63 |          |
| Matt Scoggin  | Egyéni toronyugrás | 379,20   | 12.      | 492,60 | 10.      |

Női
| Versenyző        | Versenyszám        | Elődöntő | Elődöntő | Döntő  | Döntő    |
| Versenyző        | Versenyszám        | Pont     | Helyezés | Pont   | Helyezés |
| ---------------- | ------------------ | -------- | -------- | ------ | -------- |
| Karen LaFace     | Egyéni műugrás     | 279,06   | 11.      | 447,75 | 9.       |
| Julie Ovenhouse  | Egyéni műugrás     | 291,48   | 5.       | 477,84 | 5.       |
| Mary Ellen Clark | Egyéni toronyugrás | 329,85   | 2.       | 401,91 |          |
| Ellen Owen       | Egyéni toronyugrás | 299,52   | 5.       | 392,10 | 7.       |

## Ökölvívás
| Versenyző           | Versenyszám     | Selejtező                       | Nyolcaddöntő                            | Negyeddöntő                    | Elődöntő                     | Döntő                        | Helyezés |
| Versenyző           | Versenyszám     | Ellenfél Eredmény               | Ellenfél Eredmény                       | Ellenfél Eredmény              | Ellenfél Eredmény            | Ellenfél Eredmény            | Helyezés |
| ------------------- | --------------- | ------------------------------- | --------------------------------------- | ------------------------------ | ---------------------------- | ---------------------------- | -------- |
| Eric Joseph Griffin | Papírsúly       | Fausto del Rosario (DOM) · 14-2 | Rafael Lozano (ESP) · 5-6               | kiesett                        | kiesett                      | kiesett                      | 9.       |
| Tim Austin          | Légsúly         | erőnyerő                        | Julijan Sztrogov (BUL) · 19-7           | Benjamin Mwangata (TAN) · 19-8 | Raúl González (CUB) · RSC    | kiesett                      |          |
| Sergio Reyes, Jr.   | Harmatsúly      | Harold Ramírez (PUR) · 10-1     | Ri Gvangsik (Ri Gwang-sik) (PRK) · 8-15 | kiesett                        | kiesett                      | kiesett                      | 9.       |
| Julian Wheeler      | Pehelysúly      | Ramaz Paliani (EUN) · 4-8       | kiesett                                 | kiesett                        | kiesett                      | kiesett                      | 17.      |
| Oscar De La Hoya    | Könnyűsúly      | Adilson Silva (BRA) · RSC       | Moses Odion (NGR) · 16-4                | Toncso Toncsev (BUL) · 16-7    | Hong Szongszik (KOR) · 11-10 | Marco Rudolph (GER) · 7-2    |          |
| Vernon Forrest      | Kisváltósúly    | Peter Richardson (GBR) · 8-14   | kiesett                                 | kiesett                        | kiesett                      | kiesett                      | 17.      |
| Curtis Reilly       | Váltósúly       | Víctor Baute (ESP) · RSC        | Vitalijus Karpačiauskas (LTU) · 5-16    | kiesett                        | kiesett                      | kiesett                      | 9.       |
| Raul Marquez        | Nagyváltósúly   | David Defiagbon (NGR) · 8-7     | Rival Cadeau (SEY) · 20-3               | Orhan Delibas (NED) · 12-16    | kiesett                      | kiesett                      | 5.       |
| Chris Byrd          | Középsúly       | Mark Edwards (GBR) · 21-3       | Alekszandr Lebzjak (EUN) · 16-7         | Ahmed Dine (ALG) · 21-2        | Chris Johnson (CAN) · 17-3   | Ariel Hernández (CUB) · 7-12 |          |
| Montell Griffin     | Félnehézsúly    | France Mabiletsa (BOT) · 10-4   | Go Yo-Da (KOR) · 16-1                   | Torsten May (GER) · 4-6        | kiesett                      | kiesett                      | 5.       |
| Danell Nicholson    | Nehézsúly       | Paul Lawson (GBR) · 10-2        | Željko Mavrović (CRO) · 9-6             | Félix Savón (CUB) · 11-13      | kiesett                      | kiesett                      | 5.       |
| Larry Donald        | Szupernehézsúly | erőnyerő                        | Nikolay Kulpin (EUN) · RSC              | Roberto Balado (CUB) · 4-10    | kiesett                      | kiesett                      | 5.       |

RSC - a játékvezető megállította a mérkőzést

## Öttusa
| Versenyző                               | Versenyszám | Vívás    | Vívás | Vívás    | Úszás  | Úszás | Úszás | Lövészet | Lövészet | Lövészet | Futás   | Futás | Futás | Lovaglás | Lovaglás | Lovaglás | Összesen    | Összesen |
| Versenyző                               | Versenyszám | Pontszám | Pont  | Hely.    | Idő    | Pont  | Hely. | Eredmény | Pont     | Hely.    | Idő     | Pont  | Hely. | Idő      | Pont     | Hely.    | Összes pont | Helyezés |
| --------------------------------------- | ----------- | -------- | ----- | -------- | ------ | ----- | ----- | -------- | -------- | -------- | ------- | ----- | ----- | -------- | -------- | -------- | ----------- | -------- |
| Michael Gostigian                       | Egyéni      | 30-35    | 728   | 46.*     | 3:13,9 | 1324  | 2.    | 189      | 1105     | 12.****  | 13:29,3 | 1138  | 25.   | 1:36,8   | 980      | 28.      | 5275        | 9.       |
| James Haley                             | Egyéni      | 34-31    | 796   | 28.***** | 3:22,1 | 1256  | 19.*  | 188      | 1090     | 17.***   | 14:19,3 | 988   | 53.   | 1:32,0   | 1040     | 12.      | 5170        | 25.      |
| Rob Stull                               | Egyéni      | 45-20    | 983   | 3.       | 3:25,1 | 1232  | 33.   | 182      | 1000     | 42.**    | 13:37,9 | 1114  | 34.   | 1:52,9   | 875      | 44.      | 5204        | 20.      |
| Michael Gostigian James Haley Rob Stull | Csapat      |          | 2507  | 4.*      |        | 3812  | 1.    |          | 3195     | 5.       |         | 3240  | 10.   |          | 2895     | 6.       | 15649       | 4.       |

* - egy másik versenyzővel/csapattal azonos eredményt/időt ért el

** - két másik versenyzővel azonos eredményt ért el

*** - három másik versenyzővel azonos eredményt ért el

**** - négy másik versenyzővel azonos eredményt ért el

***** - nyolc másik versenyzővel azonos eredményt ért el

## Röplabda

### Férfi
| Amerikai férfi röplabdacsapat-játékoskeret                                                     | Amerikai férfi röplabdacsapat-játékoskeret                                             |
| ---------------------------------------------------------------------------------------------- | -------------------------------------------------------------------------------------- |
| - Nick Becker - Carlos Briceno - Bob Ctvrtlik - Scott Fortune - Dan Greenbaum - Brent Hilliard | - Bryan Ivie - Douglas Partie - Bob Samuelson - Eric Sato - Jeff Stork - Steve Timmons |

#### Eredmények
Csoportkör
A csoport
|                        |      | Mérkőzések | Mérkőzések | Szettek | Szettek | Szettek | Pontok | Pontok | Pontok |
| Csapat                 | Pont | Gy         | V          | Sz+     | Sz–     | SzA     | P+     | P–     | PA     |
| ---------------------- | ---- | ---------- | ---------- | ------- | ------- | ------- | ------ | ------ | ------ |
| Olaszország (ITA)      | 9    | 4          | 1          | 13      | 5       | 2,600   | 253    | 192    | 1,318  |
| Egyesült Államok (USA) | 9    | 4          | 1          | 13      | 8       | 1,625   | 287    | 257    | 1,117  |
| Spanyolország (ESP)    | 8    | 3          | 2          | 11      | 12      | 0,917   | 283    | 299    | 0,946  |
| Japán (JPN)            | 7    | 2          | 3          | 10      | 12      | 0,833   | 277    | 291    | 0,952  |
| Kanada (CAN)           | 6    | 1          | 4          | 10      | 12      | 0,833   | 286    | 279    | 1,025  |
| Franciaország (FRA)    | 6    | 1          | 4          | 6       | 14      | 0,429   | 200    | 268    | 0,746  |

| 1992. július 26. 13:00 | Egyesült Államok (USA)      | 1–3 | Japán (JPN) | Játékvezető: Ramis Samedov (AZE), Laert De Souza (BRA) |
| 1992. július 26. 13:00 | (15–8, 11–15, 10–15, 13–15) |     |             | Játékvezető: Ramis Samedov (AZE), Laert De Souza (BRA) |

| 1992. július 28. 13:00 | Kanada (CAN)                        | 2–3 | Egyesült Államok (USA) | Játékvezető: Sun Tjan Hui (CHN), Goof van Velsen (NED) |
| 1992. július 28. 13:00 | (12–15, 12–15, 15–10, 15–11, 14–16) |     |                        | Játékvezető: Sun Tjan Hui (CHN), Goof van Velsen (NED) |

| 1992. július 30. 17:30 | Egyesült Államok (USA)             | 3–2 | Spanyolország (ESP) | Játékvezető: Cho Young-Ho (KOR), Omar Belkahla (ALG) |
| 1992. július 30. 17:30 | (15–6, 14–16, 12–15, 15–10, 15–11) |     |                     | Játékvezető: Cho Young-Ho (KOR), Omar Belkahla (ALG) |

| 1992. augusztus 1. 19:00 | Egyesült Államok (USA) | 3–0 | Franciaország (FRA) | Játékvezető: Josebel Palmeirin (BRA), Jose Sanler Diaz (CUB) |
| 1992. augusztus 1. 19:00 | (15–5, 15–12, 15–8)    |     |                     | Játékvezető: Josebel Palmeirin (BRA), Jose Sanler Diaz (CUB) |

| 1992. augusztus 3. 21:30 | Olaszország (ITA)           | 1–3 | Egyesült Államok (USA) | Játékvezető: Cho Young-Ho (KOR), Sun Tjan Hui (CHN) |
| 1992. augusztus 3. 21:30 | (15–9, 14–16, 11–15, 13–15) |     |                        | Játékvezető: Cho Young-Ho (KOR), Sun Tjan Hui (CHN) |

Negyeddöntő
| 1992. augusztus 5. 21:30 | Egyesült Államok (USA)      | 3–1 | Egyesített Csapat (EUN) | Játékvezető: Juan Angel Pereyra (ARG), Stoyan-Kostov Stoyanov (BUL) |
| 1992. augusztus 5. 21:30 | (12–15, 15–10, 15–4, 15–11) |     |                         | Játékvezető: Juan Angel Pereyra (ARG), Stoyan-Kostov Stoyanov (BUL) |

Elődöntő
| 1992. augusztus 7. 19:00 | Egyesült Államok (USA)     | 1–3 | Brazília (BRA) | Játékvezető: Jean-Francois Marty (FRA), Konstantinos Margaritis (GRE) |
| 1992. augusztus 7. 19:00 | (15–12, 8–15, 9–15, 12–15) |     |                | Játékvezető: Jean-Francois Marty (FRA), Konstantinos Margaritis (GRE) |

Bronzmérkőzés
| 1992. augusztus 9. 10:30 | Kuba (CUB)                  | 1–3 | Egyesült Államok (USA) | Játékvezető: Juan Angel Pereyra (ARG), Umberto Suprani (ITA) |
| 1992. augusztus 9. 10:30 | (15–12, 13–15, 7–15, 11–15) |     |                        | Játékvezető: Juan Angel Pereyra (ARG), Umberto Suprani (ITA) |

| Csapat                 | Helyezés |
| ---------------------- | -------- |
| Egyesült Államok (USA) |          |

### Női
| Japán női röplabdacsapat-játékoskeret                                                          | Japán női röplabdacsapat-játékoskeret                                                         |
| ---------------------------------------------------------------------------------------------- | --------------------------------------------------------------------------------------------- |
| - Janet Cobbs - Tara Cross-Battle - Lori Endicott - Caren Kemner - Ruth Lawanson - Tammy Liley | - Elaina Oden - Kimberley Oden - Teee Sanders - Liane Sato - Paula Weishoff - Yoko Zetterlund |

#### Eredmények
Csoportkör
A csoport
|                         |      | Mérkőzések | Mérkőzések | Szettek | Szettek | Szettek | Pontok | Pontok | Pontok |
| Csapat                  | Pont | Gy         | V          | Sz+     | Sz–     | SzA     | P+     | P–     | PA     |
| ----------------------- | ---- | ---------- | ---------- | ------- | ------- | ------- | ------ | ------ | ------ |
| Egyesített Csapat (EUN) | 5    | 2          | 1          | 8       | 3       | 2,667   | 158    | 101    | 1,564  |
| Egyesült Államok (USA)  | 5    | 2          | 1          | 8       | 5       | 1,600   | 171    | 153    | 1,118  |
| Japán (JPN)             | 5    | 2          | 1          | 6       | 5       | 1,200   | 146    | 127    | 1,150  |
| Spanyolország (ESP)     | 3    | 0          | 3          | 0       | 9       | 0,000   | 41     | 135    | 0,304  |

| 1992. július 29. 13:00 | Egyesült Államok (USA)             | 2–3 | Japán (JPN) | Játékvezető: Heiner Loose (GER), Jose Sanler Diaz (CUB) |
| 1992. július 29. 13:00 | (15–13, 11–15, 12–15, 15–8, 13–15) |     |             | Játékvezető: Heiner Loose (GER), Jose Sanler Diaz (CUB) |

| 1992. július 31. 19:00 | Egyesült Államok (USA)            | 3–2 | Egyesített Csapat (EUN) | Játékvezető: Sun Tjan Hui (CHN), Juan Angel Pereyra (ARG) |
| 1992. július 31. 19:00 | (9–15, 17–15, 15–12, 4–15, 15–11) |     |                         | Játékvezető: Sun Tjan Hui (CHN), Juan Angel Pereyra (ARG) |

| 1992. augusztus 2. 12:00 | Spanyolország (ESP) | 0–3 | Egyesült Államok (USA) | Játékvezető: Laert De Souza (BRA), Sun Tjan Hui (CHN) |
| 1992. augusztus 2. 12:00 | (4–15, 5–15, 10–15) |     |                        | Játékvezető: Laert De Souza (BRA), Sun Tjan Hui (CHN) |

Rájátszás az elődöntőért
| 1992. augusztus 4. 19:00 | Egyesült Államok (USA)     | 3–1 | Hollandia (NED) | Játékvezető: Juan Angel Pereyra (ARG), Gabriel Gimenez (ESP) |
| 1992. augusztus 4. 19:00 | (15–11, 11–15, 15–8, 15–7) |     |                 | Játékvezető: Juan Angel Pereyra (ARG), Gabriel Gimenez (ESP) |

Elődöntő
| 1992. augusztus 6. 19:00 | Egyesült Államok (USA)          | 2–3 | Kuba (CUB) | Játékvezető: Sun Tjan Hui (CHN), Peter Henry (CAN) |
| 1992. augusztus 6. 19:00 | (15–8, 9–15, 15–6, 5–15, 11–15) |     |            | Játékvezető: Sun Tjan Hui (CHN), Peter Henry (CAN) |

Bronzmérkőzés
| 1992. augusztus 7. 13:00 | Brazília (BRA)      | 0–3 | Egyesült Államok (USA) | Játékvezető: Levan Stepanian (ARM), Yamagishi Norio (JPN) |
| 1992. augusztus 7. 13:00 | (8–15, 6–15, 13–15) |     |                        | Játékvezető: Levan Stepanian (ARM), Yamagishi Norio (JPN) |

| Csapat                 | Helyezés |
| ---------------------- | -------- |
| Egyesült Államok (USA) |          |

## Sportlövészet
Férfi
| Versenyző     | Versenyszám           | Selejtező | Selejtező | Döntő   | Döntő    |
| Versenyző     | Versenyszám           | Pont      | Helyezés  | Pont    | Helyezés |
| ------------- | --------------------- | --------- | --------- | ------- | -------- |
| Roger Mar     | Gyorstüzelő pisztoly  | 586       | 9.        | kiesett | kiesett  |
| John McNally  | Gyorstüzelő pisztoly  | 587       | 6.        | 781     | 5.       |
| Ben Amonette  | Légpisztoly           | 577       | 14.****   | kiesett | kiesett  |
| Ben Amonette  | Szabadpisztoly        | 555       | 19.       | kiesett | kiesett  |
| Darius Young  | Szabadpisztoly        | 566       | 3.        | 655     | 4.       |
| Darius Young  | Légpisztoly           | 571       | 33.*      | kiesett | kiesett  |
| Robert Foth   | Légpuska              | 590       | 5.        | 689,4   | 7.       |
| Robert Foth   | Sportpuska, összetett | 1169      | 3.        | 1266,6  |          |
| David Johnson | Sportpuska, összetett | 1155      | 21.**     | kiesett | kiesett  |
| David Johnson | Légpuska              | 589       | 11.*      | kiesett | kiesett  |
| Michael Anti  | Sportpuska, fekvő     | 594       | 18.*****  | kiesett | kiesett  |
| Bill Meek     | Sportpuska, fekvő     | 596       | 9.        | kiesett | kiesett  |
| Fritz Allen   | Futócéllövészet       | 564       | 15.*      | kiesett | kiesett  |
| Rusty Hill    | Futócéllövészet       | 570       | 11.*      | kiesett | kiesett  |

Női
| Versenyző          | Versenyszám           | Selejtező | Selejtező | Döntő   | Döntő    |
| Versenyző          | Versenyszám           | Pont      | Helyezés  | Pont    | Helyezés |
| ------------------ | --------------------- | --------- | --------- | ------- | -------- |
| Libby Callahan     | Légpisztoly           | 372       | 37.*      | kiesett | kiesett  |
| Connie Petracek    | Légpisztoly           | 375       | 24.****** | kiesett | kiesett  |
| Connie Petracek    | Sportpisztoly         | 570       | 29.**     | kiesett | kiesett  |
| Roxane Thompson    | Sportpisztoly         | 572       | 24.*      | kiesett | kiesett  |
| Debra Sinclair     | Légpuska              | 391       | 11.***    | kiesett | kiesett  |
| Launi Meili        | Légpuska              | 391       | 11.***    | kiesett | kiesett  |
| Launi Meili        | Sportpuska, összetett | 587       | 1.        | 684,3   |          |
| Ann-Marie Pfiffner | Sportpuska, összetett | 578       | 12.*      | kiesett | kiesett  |

Nyílt
| Versenyző            | Versenyszám | Selejtező | Selejtező  | Elődöntő | Elődöntő | Döntő   | Döntő    |
| Versenyző            | Versenyszám | Pont      | Helyezés   | Pont     | Helyezés | Pont    | Helyezés |
| -------------------- | ----------- | --------- | ---------- | -------- | -------- | ------- | -------- |
| Bret Erickson        | Trap        | 145       | 13.        | 191      | 16.****  | kiesett | kiesett  |
| Jay Waldron          | Trap        | 147       | 3.         | 195      | 2.****   | 217     | 6.       |
| Todd Graves          | Trap        | 140       | 29.***     | kiesett  | kiesett  | kiesett | kiesett  |
| Todd Graves          | Skeet       | 148       | 7.         | 197      | 11.****  | kiesett | kiesett  |
| Matthew Dryke        | Skeet       | 149       | 2.         | 198      | 3.***    | 221     | 6.       |
| Connie Fluker-Smotek | Skeet       | 145       | 25.******* | kiesett  | kiesett  | kiesett | kiesett  |

* - egy másik versenyzővel azonos eredményt ért el

** - két másik versenyzővel azonos eredményt ért el

*** - három másik versenyzővel azonos eredményt ért el

**** - négy másik versenyzővel azonos eredményt ért el

***** - öt másik versenyzővel azonos eredményt ért el

****** - hat másik versenyzővel azonos eredményt ért el

******* - hét másik versenyzővel azonos eredményt ért el

## Súlyemelés
| Versenyző      | Versenyszám | Szakítás                 | Szakítás                 | Lökés    | Lökés    | Összesen | Helyezés |
| Versenyző      | Versenyszám | Eredmény                 | Helyezés                 | Eredmény | Helyezés | Összesen | Helyezés |
| -------------- | ----------- | ------------------------ | ------------------------ | -------- | -------- | -------- | -------- |
| Bryan Jacob    | 60 kg       | 117,5                    | 17.*                     | 145,0    | 18.*     | 262,5    | 18.      |
| Tim McRae      | 67,5 kg     | 135,0                    | 6.*                      | 162,5    | 9.       | 297,5    | 8.       |
| Vernon Patao   | 67,5 kg     | 132,5                    | 9.                       | 157,5    | 13.      | 290,0    | 10.      |
| Tony Urrutia   | 82,5 kg     | 150,0                    | 18.                      | 190,0    | 12.      | 340,0    | 17.      |
| Brett Brian    | 90 kg       | 150,0                    | 14.*                     | 187,5    | 12.      | 337,5    | 13.      |
| Wes Barnett    | 100 kg      | 157,5                    | 17.                      | 195,0    | 14.      | 352,5    | 15.      |
| David Langon   | 100 kg      | érvényes kísérlet nélkül | érvényes kísérlet nélkül | kiesett  | kiesett  | kiesett  | kiesett  |
| Rich Schutz    | 110 kg      | 155,0                    | 22.                      | 192,5    | 15.      | 347,5    | 18.      |
| Mark Henry     | +110 kg     | 165,0                    | 14.                      | 212,5    | 9.       | 377,5    | 10.      |
| Mario Martinez | +110 kg     | 170,0                    | 10.                      | 215,0    | 8.       | 385,0    | 8.       |

* - egy másik versenyzővel azonos eredményt ért el

## Szinkronúszás
| Versenyző                       | Versenyszám | Selejtező           | Selejtező           | Selejtező       | Selejtező  | Selejtező  | Döntő           | Döntő      | Helyezés |
| Versenyző                       | Versenyszám | Technikai gyakorlat | Technikai gyakorlat | Zenés gyakorlat | Összesítés | Összesítés | Zenés gyakorlat | Összesítés | Helyezés |
| Versenyző                       | Versenyszám | Pont                | Hely.               | Pont            | Pont       | Hely.      | Pont            | Pont       | Helyezés |
| ------------------------------- | ----------- | ------------------- | ------------------- | --------------- | ---------- | ---------- | --------------- | ---------- | -------- |
| Kristen Babb-Sprague            | Egyéni      | 92,808              | 1.                  | 98,520          | 191,328    | 1.         | 99,040          | 191,848    | *        |
| Karen Josephson                 | Egyéni      | 92,564              | 3.                  | kiesett         | kiesett    | kiesett    | kiesett         | kiesett    | kiesett  |
| Sarah Josephson                 | Egyéni      | 92,587              | 2.                  | kiesett         | kiesett    | kiesett    | kiesett         | kiesett    | kiesett  |
| Karen Josephson Sarah Josephson | Páros       | 92,575              | 1.                  | 98,640          | 191,215    | 1.         | 99,600          | 192,175    |          |

* - egy másik versenyzővel azonos eredményt ért el

## Tenisz
Férfi
| Versenyző                | Versenyszám | 64-es főtábla                              | 32-es főtábla                                                                   | Nyolcaddöntő                                                                  | Negyeddöntő       | Elődöntő          | Döntő             | Helyezés |
| Versenyző                | Versenyszám | Ellenfél Eredmény                          | Ellenfél Eredmény                                                               | Ellenfél Eredmény                                                             | Ellenfél Eredmény | Ellenfél Eredmény | Ellenfél Eredmény | Helyezés |
| ------------------------ | ----------- | ------------------------------------------ | ------------------------------------------------------------------------------- | ----------------------------------------------------------------------------- | ----------------- | ----------------- | ----------------- | -------- |
| Michael Chang            | Egyes       | Alberto Mancini (ARG) · 6-1, 6-4, 3-6, 6-0 | Jaime Oncins (BRA) · 2-6, 6-3, 3-6, 3-6                                         | kiesett                                                                       | kiesett           | kiesett           | kiesett           | 17.      |
| Jim Courier              | Egyes       | Rámes Krisnan (IND) · 6-2, 4-6, 6-1, 6-4   | Gilad Bloom (ISR) · 6-2, 6-0, 6-0                                               | Marc Rosset (SUI) · 4-6, 2-6, 1-6                                             | kiesett           | kiesett           | kiesett           | 9.       |
| Pete Sampras             | Egyes       | Wally Masur (AUS) · 6-1, 7-6(7-4), 6-4     | Jaime Yzaga (PER) · 6-3, 6-0, 3-6, 6-1                                          | Andrej Cserkaszov (EUN) · 7-6(9-7), 6-1, 5-7, 0-6, 3-6                        | kiesett           | kiesett           | kiesett           | 9.       |
| Jim Courier Pete Sampras | Páros       |                                            | Svédország (SWE) · Stefan Edberg · Anders Järryd · 1-6, 6-3, 4-6, 7-6(8-6), 6-4 | Spanyolország (ESP) · Sergio Casal · Emilio Sánchez · 7-5, 6-4, 3-6, 2-6, 2-6 | kiesett           | kiesett           | kiesett           | 9.       |

Női
| Versenyző                         | Versenyszám | 64-es főtábla                      | 32-es főtábla                                                               | Nyolcaddöntő                                                 | Negyeddöntő                                                                 | Elődöntő                                                             | Döntő                                                                             | Helyezés |
| Versenyző                         | Versenyszám | Ellenfél Eredmény                  | Ellenfél Eredmény                                                           | Ellenfél Eredmény                                            | Ellenfél Eredmény                                                           | Ellenfél Eredmény                                                    | Ellenfél Eredmény                                                                 | Helyezés |
| --------------------------------- | ----------- | ---------------------------------- | --------------------------------------------------------------------------- | ------------------------------------------------------------ | --------------------------------------------------------------------------- | -------------------------------------------------------------------- | --------------------------------------------------------------------------------- | -------- |
| Jennifer Capriati                 | Egyes       | Elna Reinach (RSA) · 6-1, 6-0      | Patricia Tarabini (ARG) · 6-4, 6-1                                          | Yayuk Basuki (INA) · 6-3, 6-4                                | Anke Huber (GER) · 6-3, 7-6(7-1),                                           | Arantxa Sánchez Vicario (ESP) · 6-3, 3-6, 6-1                        | Steffi Graf (GER) · 3-6, 6-3, 6-4                                                 |          |
| Mary Joe Fernández                | Egyes       | Csen Li (Chen Li) (CHN) · 6-2, 6-3 | Patricia Hy-Boulais (CAN) · 6-2, 1-6, 12-10                                 | Natallja Zverava (EUN) · 7-6(11-9), 6-1                      | Manuela Maleeva-Fragnière (SUI) · 5-7, 6-1, 6-0                             | Steffi Graf (GER) · 4-6, 2-6                                         | kiesett                                                                           |          |
| Zina Garrison                     | Egyes       | Amanda Coetzer (RSA) · 5-7, 1-6    | kiesett                                                                     | kiesett                                                      | kiesett                                                                     | kiesett                                                              | kiesett                                                                           | 33.      |
| Gigi Fernández Mary Joe Fernández | Páros       |                                    | Hollandia (NED) · Nicole Muns-Jagerman · Brenda Schultz-McCarthy · 6-0, 6-0 | Németország (GER) · Anke Huber · Steffi Graf · 7-6(7-3), 6-4 | Dél-afrikai Köztársaság (RSA) · Mariaan de Swardt · Elna Reinach · 6-2, 6-4 | Egyesített Csapat (EUN) · Leila Meszhi · Natallja Zverava · 6-4, 7-5 | Spanyolország (ESP) · Conchita Martínez · Arantxa Sánchez Vicario · 7-5, 2-6, 6-2 |          |

## Tollaslabda
| Versenyző                   | Versenyszám | Selejtező                                  | 32-es főtábla                                                       | Nyolcaddöntő                                               | Negyeddöntő       | Elődöntő          | Döntő             | Helyezés    |
| Versenyző                   | Versenyszám | Ellenfél Eredmény                          | Ellenfél Eredmény                                                   | Ellenfél Eredmény                                          | Ellenfél Eredmény | Ellenfél Eredmény | Ellenfél Eredmény | Helyezés    |
| --------------------------- | ----------- | ------------------------------------------ | ------------------------------------------------------------------- | ---------------------------------------------------------- | ----------------- | ----------------- | ----------------- | ----------- |
| Christopher Jogis           | Férfi egyes | Dean Galt (NZL) · 15-1, 15-3               | Chiangta Teeranun (THA) · 15-11, 3-15, 3-15                         | kiesett                                                    | kiesett           | kiesett           | kiesett           | 17.         |
| Benjamin Lee                | Férfi egyes | Bryan Blanshard (CAN) · 3-15, 1-15         | kiesett                                                             | kiesett                                                    | kiesett           | kiesett           | kiesett           | 33.         |
| Thomas Reidy                | Férfi egyes | Kim Hakkjun (KOR) · visszalépett           | kiesett                                                             | kiesett                                                    | kiesett           | kiesett           | kiesett           | helyezetlen |
| Linda French                | Női egyes   | erőnyerő                                   | Huang Hua (CHN) · 1-11, 1-11                                        | kiesett                                                    | kiesett           | kiesett           | kiesett           | 17.         |
| Joy Kitzmiller              | Női egyes   | Jaroensiri Somhasurthai (THA) · 3-11, 0-11 | kiesett                                                             | kiesett                                                    | kiesett           | kiesett           | kiesett           | 33.         |
| Erika Von Heiland           | Női egyes   | Denyse Julien (CAN) · 2-11, 0-11           | kiesett                                                             | kiesett                                                    | kiesett           | kiesett           | kiesett           | 33.         |
| Benjamin Lee Thomas Reidy   | Férfi páros |                                            | Portugália (POR) · Ricardo Fernandes · Fernando Silva · 15-1, 15-10 | Indonézia (INA) · Eddy Hartono · Rudy Gunawan · 3-15, 6-15 | kiesett           | kiesett           | kiesett           | 9.          |
| Linda French Joy Kitzmiller | Női páros   |                                            | Japán (JPN) · Kóhara Harumi · Mizui Hiszako · 6-15, 12-15           | kiesett                                                    | kiesett           | kiesett           | kiesett           | 17.         |

## Torna
Férfi
| Versenyző                                                                                     | Versenyszám      | Selejtező | Selejtező | Döntő    | Döntő    |
| Versenyző                                                                                     | Versenyszám      | Pontszám  | Helyezés  | Pontszám | Helyezés |
| --------------------------------------------------------------------------------------------- | ---------------- | --------- | --------- | -------- | -------- |
| Trent Dimas                                                                                   | Talaj            | 18,800    | 61.       | kiesett  | kiesett  |
| Trent Dimas                                                                                   | Ugrás            | 18,950    | 37.       | kiesett  | kiesett  |
| Trent Dimas                                                                                   | Korlát           | 18,950    | 41.       | kiesett  | kiesett  |
| Trent Dimas                                                                                   | Nyújtó           | 19,450    | 6.        | 9,875    |          |
| Trent Dimas                                                                                   | Gyűrű            | 18,700    | 69.       | kiesett  | kiesett  |
| Trent Dimas                                                                                   | Lólengés         | 18,825    | 49.       | kiesett  | kiesett  |
| Trent Dimas                                                                                   | Egyéni összetett | 113,675   | 44.       | kiesett  | kiesett  |
| Scott Keswick                                                                                 | Talaj            | 19,325    | 16.       | kiesett  | kiesett  |
| Scott Keswick                                                                                 | Ugrás            | 18,525    | 82.       | kiesett  | kiesett  |
| Scott Keswick                                                                                 | Korlát           | 19,050    | 32.       | kiesett  | kiesett  |
| Scott Keswick                                                                                 | Nyújtó           | 18,700    | 66.       | kiesett  | kiesett  |
| Scott Keswick                                                                                 | Gyűrű            | 19,425    | 17.       | kiesett  | kiesett  |
| Scott Keswick                                                                                 | Lólengés         | 18,700    | 59.       | kiesett  | kiesett  |
| Scott Keswick                                                                                 | Egyéni összetett | 113,725   | 43.       | 57,100   | 19.      |
| Jair Lynch                                                                                    | Talaj            | 18,600    | 73.       | kiesett  | kiesett  |
| Jair Lynch                                                                                    | Ugrás            | 17,775    | 92.       | kiesett  | kiesett  |
| Jair Lynch                                                                                    | Korlát           | 19,250    | 16.       | 9,712    | 6.       |
| Jair Lynch                                                                                    | Nyújtó           | 19,325    | 15.       | kiesett  | kiesett  |
| Jair Lynch                                                                                    | Gyűrű            | 18,775    | 66.       | kiesett  | kiesett  |
| Jair Lynch                                                                                    | Lólengés         | 19,050    | 26.       | kiesett  | kiesett  |
| Jair Lynch                                                                                    | Egyéni összetett | 112,775   | 60.       | kiesett  | kiesett  |
| Dominick Minicucci, Jr.                                                                       | Talaj            | 18,775    | 63.       | kiesett  | kiesett  |
| Dominick Minicucci, Jr.                                                                       | Ugrás            | 18,675    | 67.       | kiesett  | kiesett  |
| Dominick Minicucci, Jr.                                                                       | Korlát           | 18,850    | 49.       | kiesett  | kiesett  |
| Dominick Minicucci, Jr.                                                                       | Nyújtó           | 18,600    | 73.       | kiesett  | kiesett  |
| Dominick Minicucci, Jr.                                                                       | Gyűrű            | 19,000    | 47.       | kiesett  | kiesett  |
| Dominick Minicucci, Jr.                                                                       | Lólengés         | 19,050    | 26.       | kiesett  | kiesett  |
| Dominick Minicucci, Jr.                                                                       | Egyéni összetett | 112,950   | 56.       | kiesett  | kiesett  |
| John Roethlisberger                                                                           | Talaj            | 19,250    | 20.       | kiesett  | kiesett  |
| John Roethlisberger                                                                           | Ugrás            | 18,875    | 49.       | kiesett  | kiesett  |
| John Roethlisberger                                                                           | Korlát           | 18,800    | 54.       | kiesett  | kiesett  |
| John Roethlisberger                                                                           | Nyújtó           | 19,200    | 28.       | kiesett  | kiesett  |
| John Roethlisberger                                                                           | Gyűrű            | 19,225    | 29.       | kiesett  | kiesett  |
| John Roethlisberger                                                                           | Lólengés         | 18,850    | 46.       | kiesett  | kiesett  |
| John Roethlisberger                                                                           | Egyéni összetett | 114,200   | 36.       | 56,100   | 34.      |
| Chris Waller                                                                                  | Talaj            | 19,225    | 24.       | kiesett  | kiesett  |
| Chris Waller                                                                                  | Ugrás            | 18,550    | 79.       | kiesett  | kiesett  |
| Chris Waller                                                                                  | Korlát           | 19,125    | 24.       | kiesett  | kiesett  |
| Chris Waller                                                                                  | Nyújtó           | 19,250    | 17.       | kiesett  | kiesett  |
| Chris Waller                                                                                  | Gyűrű            | 19,225    | 29.       | kiesett  | kiesett  |
| Chris Waller                                                                                  | Lólengés         | 19,425    | 9.        | 9,825    | 5.       |
| Chris Waller                                                                                  | Egyéni összetett | 114,800   | 27.       | 55,800   | 35.      |
| Trent Dimas Scott Keswick Jair Lynch Dominick Minicucci, Jr. John Roethlisberger Chris Waller | Csapat összetett |           |           | 571,725  | 6.       |

Női
| Versenyző                                                                      | Versenyszám      | Selejtező | Selejtező | Döntő    | Döntő    |
| Versenyző                                                                      | Versenyszám      | Pontszám  | Helyezés  | Pontszám | Helyezés |
| ------------------------------------------------------------------------------ | ---------------- | --------- | --------- | -------- | -------- |
| Wendy Bruce                                                                    | Talaj            | 19,387    | 42.       | kiesett  | kiesett  |
| Wendy Bruce                                                                    | Ugrás            | 19,775    | 11.       | kiesett  | kiesett  |
| Wendy Bruce                                                                    | Felemás korlát   | 19,637    | 30.       | kiesett  | kiesett  |
| Wendy Bruce                                                                    | Gerenda          | 19,362    | 33.       | kiesett  | kiesett  |
| Wendy Bruce                                                                    | Egyéni összetett | 78,161    | 28.       | kiesett  | kiesett  |
| Dominique Dawes                                                                | Talaj            | 19,737    | 12.       | kiesett  | kiesett  |
| Dominique Dawes                                                                | Ugrás            | 19,662    | 22.       | kiesett  | kiesett  |
| Dominique Dawes                                                                | Felemás korlát   | 19,574    | 41.       | kiesett  | kiesett  |
| Dominique Dawes                                                                | Gerenda          | 19,387    | 32.       | kiesett  | kiesett  |
| Dominique Dawes                                                                | Egyéni összetett | 78,360    | 26.       | kiesett  | kiesett  |
| Shannon Miller                                                                 | Talaj            | 19,787    | 8.        | 9,912    | **       |
| Shannon Miller                                                                 | Ugrás            | 19,875    | 1.        | 9,837    | 6.       |
| Shannon Miller                                                                 | Felemás korlát   | 19,862    | 3.        | 9,962    |          |
| Shannon Miller                                                                 | Gerenda          | 19,787    | 3.        | 9,912    | *        |
| Shannon Miller                                                                 | Egyéni összetett | 79,311    | 1.        | 39,725   |          |
| Betty Okino                                                                    | Talaj            | 19,725    | 14.       | kiesett  | kiesett  |
| Betty Okino                                                                    | Ugrás            | 19,824    | 5.        | kiesett  | kiesett  |
| Betty Okino                                                                    | Felemás korlát   | 19,737    | 17.       | kiesett  | kiesett  |
| Betty Okino                                                                    | Gerenda          | 19,712    | 7.        | 9,837    | 6.       |
| Betty Okino                                                                    | Egyéni összetett | 78,998    | 6.        | 39,387   | 12.      |
| Kerri Strug                                                                    | Talaj            | 19,724    | 15.       | kiesett  | kiesett  |
| Kerri Strug                                                                    | Ugrás            | 19,787    | 9.        | kiesett  | kiesett  |
| Kerri Strug                                                                    | Felemás korlát   | 19,699    | 25.       | kiesett  | kiesett  |
| Kerri Strug                                                                    | Gerenda          | 19,525    | 20.       | kiesett  | kiesett  |
| Kerri Strug                                                                    | Egyéni összetett | 78,735    | 14.       | kiesett  | kiesett  |
| Kim Zmeskal                                                                    | Talaj            | 19,850    | 5.        | 9,900    | 6.       |
| Kim Zmeskal                                                                    | Ugrás            | 19,850    | 3.        | 9,593    | 8.       |
| Kim Zmeskal                                                                    | Felemás korlát   | 19,787    | 10.       | kiesett  | kiesett  |
| Kim Zmeskal                                                                    | Gerenda          | 19,262    | 42.       | kiesett  | kiesett  |
| Kim Zmeskal                                                                    | Egyéni összetett | 78,749    | 12.       | 39,412   | 10.      |
| Wendy Bruce Dominique Dawes Shannon Miller Betty Okino Kerri Strug Kim Zmeskal | Csapat összetett |           |           | 394,704  |          |

* - egy másik versenyzővel azonos eredményt ért el

** - két másik versenyzővel azonos eredményt ért el

### Ritmikus gimnasztika
| Versenyző       | Versenyszám | Selejtező | Selejtező | Selejtező | Selejtező | Selejtező | Selejtező | Selejtező | Selejtező | Selejtező | Selejtező | Döntő   | Döntő   | Döntő   | Döntő   | Döntő    | Döntő    | Döntő   | Döntő   | Döntő    | Döntő    | Helyezés |
| Versenyző       | Versenyszám | Karika    | Karika    | Kötél     | Kötél     | Buzogány  | Buzogány  | Labda     | Labda     | Összesen  | Összesen  | Karika  | Karika  | Kötél   | Kötél   | Buzogány | Buzogány | Labda   | Labda   | Összesen | Összesen | Helyezés |
| Versenyző       | Versenyszám | Pont      | Hely.     | Pont      | Hely.     | Pont      | Hely.     | Pont      | Hely.     | Pont      | Hely.     | Pont    | Hely.   | Pont    | Hely.   | Pont     | Hely.    | Pont    | Hely.   | Pont     | Hely.    | Helyezés |
| --------------- | ----------- | --------- | --------- | --------- | --------- | --------- | --------- | --------- | --------- | --------- | --------- | ------- | ------- | ------- | ------- | -------- | -------- | ------- | ------- | -------- | -------- | -------- |
| Tamara Levinson | Egyéni      | 9,000     | 33.**     | 9,025     | 23.*      | 8,250     | 42.       | 8,200     | 42.       | 34,475    | 40.       | kiesett | kiesett | kiesett | kiesett | kiesett  | kiesett  | kiesett | kiesett | kiesett  | kiesett  | 40.      |
| Jenifer Lovell  | Egyéni      | 9,125     | 25.       | 9,025     | 23.*      | 9,025     | 19.*      | 8,950     | 31.       | 36,125    | 23.       | kiesett | kiesett | kiesett | kiesett | kiesett  | kiesett  | kiesett | kiesett | kiesett  | kiesett  | 23.      |

* - egy másik versenyzővel azonos eredményt ért el

** - két másik versenyzővel azonos eredményt ért el

## Úszás
Férfi
| Versenyző                                                                                             | Versenyszám            | Előfutam | Előfutam | Előfutam | Döntő   | Döntő        | Döntő        | Helyezés     |
| Versenyző                                                                                             | Versenyszám            | Idő      | Hely.    | Össz.    | Típus   | Idő          | Hely.        | Helyezés     |
| --- | ---------------------- | -------- | -------- | -------- | ------- | ------------ | ------------ | ------------ |
| Tom Jager                                                                                             | 50 m gyors             | 22,45    | 1.       | 3.       | A       | 22,30        | 3.           |              |
| Matt Biondi                                                                                           | 50 m gyors             | 22,32    | 1.       | 2.       | A       | 22,09        | 2.           |              |
| Matt Biondi                                                                                           | 100 m gyors            | 49,75    | 3.       | 4.       | A       | 49,53        | 5.           | 5.           |
| Jon Olsen                                                                                             | 100 m gyors            | 49,63    | 1.       | 3.       | A       | 49,51        | 4.           | 4.           |
| Doug Gjertsen                                                                                         | 200 m gyors            | 1:48,65  | 4.       | 8.       | A       | 1:50,57      | 8.           | 8.           |
| Joe Hudepohl                                                                                          | 200 m gyors            | 1:48,52  | 2.       | 6.       | A       | 1:48,36      | 6.           | 6.           |
| Dan Jorgensen                                                                                         | 400 m gyors            | 3:53,20  | 5.       | 14.      | B       | visszalépett | visszalépett | visszalépett |
| Sean Killion                                                                                          | 400 m gyors            | 3:52,42  | 4.       | 13.      | B       | 3:52,76      | 3.           | 11.          |
| Sean Killion                                                                                          | 1500 m gyors           | 15:27,49 | 4.       | 12.      | kiesett | kiesett      | kiesett      | kiesett      |
| Lawrence Frostad                                                                                      | 1500 m gyors           | 15:21,37 | 3.       | 7.       | A       | 15:19,41     | 7.           | 7.           |
| David Berkoff                                                                                         | 100 m hát              | 54,84    | 2.       | 3.       | A       | 54,78        | 3.           |              |
| Jeff Rouse                                                                                            | 100 m hát              | 54,63    | 1.       | 1.       | A       | 54,04        | 2.           |              |
| Tripp Schwenk                                                                                         | 200 m hát              | 1:59,92  | 1.       | 6.       | A       | 1:59,73      | 5.           | 5.           |
| Royce Sharp                                                                                           | 200 m hát              | 2:00,97  | 4.       | 11.      | B       | visszalépett | visszalépett | visszalépett |
| Hans Dersch                                                                                           | 100 m mell             | 1:03,14  | 4.       | 15.      | B       | 1:02,39      | 2.**         | 10.**        |
| Nelson Diebel                                                                                         | 100 m mell             | 1:01,80  | 2.       | 3.       | A       | 1:01,50      | 1.           |              |
| Mike Barrowman                                                                                        | 200 m mell             | 2:11,48  | 1.       | 1.       | A       | 2:10,16      | 1.           |              |
| Roque Santos                                                                                          | 200 m mell             | 2:14,71  | 3.       | 9.       | B       | 2:15,73      | 4.           | 12.          |
| Pablo Morales                                                                                         | 100 m pillangó         | 53,59    | 1.       | 1.       | A       | 53,32        | 1.           |              |
| Melvin Stewart                                                                                        | 100 m pillangó         | 54,26    | 2.       | 8.       | A       | 54,04        | 5.           | 5.           |
| Melvin Stewart                                                                                        | 200 m pillangó         | 1:56,99  | 1.       | 1.       | A       | 1:56,26      | 1.           |              |
| David Wharton                                                                                         | 200 m pillangó         | 2:00,84  | 4.       | 12.      | B       | 2:01,08      | 2.           | 10.          |
| David Wharton                                                                                         | 400 m vegyes           | 4:20,73  | 2.       | 8.       | A       | 4:17,26      | 4.           | 4.           |
| Eric Namesnik                                                                                         | 400 m vegyes           | 4:17,75  | 1.       | 1.       | A       | 4:15,57      | 2.           |              |
| Greg Burgess                                                                                          | 200 m vegyes           | 2:01,35  | 2.       | 3.       | A       | 2:00,97      | 2.           |              |
| Ron Karnaugh                                                                                          | 200 m vegyes           | 2:01,64  | 2.       | 4.       | A       | 2:02,18      | 6.           | 6.           |
| Joe Hudepohl Matt Biondi Tom Jager Jon Olsen Shaun Jordan Joel Thomas                                 | 4 × 100 m gyorsváltó   | 3:18,50  | 1.       | 2.       | A       | 3:16,74      | 1.           |              |
| Joe Hudepohl Melvin Stewart Jon Olsen Doug Gjertsen Scott Jaffe Dan Jorgensen                         | 4 × 200 m gyorsváltó   | 7:23,70  | 2.       | 6.       | A       | 7:16,23      | 3.           |              |
| Jeff Rouse Nelson Diebel Pablo Morales Jon Olsen David Berkoff Hans Dersch Melvin Stewart Matt Biondi | 4 × 100 m vegyes váltó | 3:39,84  | 1.       | 1.       | A       | 3:36,93      | 1.           |              |

Női
| Versenyző | Versenyszám            | Előfutam | Előfutam | Előfutam | Döntő | Döntő        | Döntő        | Helyezés     |
| Versenyző | Versenyszám            | Idő      | Hely.    | Össz.    | Típus | Idő          | Hely.        | Helyezés     |
| --- | ---------------------- | -------- | -------- | -------- | ----- | ------------ | ------------ | ------------ |
| Angel Martino | 50 m gyors             | 25,63    | 1.       | 2.*      | A     | 25,23        | 3.           |              |
| Jenny Thompson | 50 m gyors             | 25,63    | 1.       | 2.*      | A     | 25,37        | 5.           | 5.           |
| Jenny Thompson | 100 m gyors            | 54,69    | 1.       | 1.       | A     | 54,84        | 2.           |              |
| Jenny Thompson | 200 m gyors            | 2:01,71  | 5.       | 12.      | B     | visszalépett | visszalépett | visszalépett |
| Nicole Haislett | 200 m gyors            | 1:59,33  | 1.       | 2.       | A     | 1:57,90      | 1.           |              |
| Nicole Haislett | 100 m gyors            | 55,67    | 1.       | 4.       | A     | 55,19        | 4.           | 4.           |
| Nicole Haislett | 200 m vegyes           | 2:17,40  | 1.       | 9.       | B     | visszalépett | visszalépett | visszalépett |
| Summer Sanders | 200 m vegyes           | 2:14,68  | 1.       | 1.       | A     | 2:11,91      | 2.           |              |
| Summer Sanders | 100 m pillangó         | 1:00,38  | 3.       | 7.       | A     | 59,82        | 6.           | 6.           |
| Summer Sanders | 200 m pillangó         | 2:10,58  | 2.       | 2.       | A     | 2:08,67      | 1.           |              |
| Summer Sanders | 400 m vegyes           | 4:43,95  | 1.       | 2.       | A     | 4:37,58      | 3.           |              |
| Erika Hansen | 400 m vegyes           | 4:48,13  | 2.       | 10.      | B     | 4:48,37      | 2.           | 10.          |
| Erika Hansen | 400 m gyors            | 4:12,08  | 3.       | 3.       | A     | 4:11,50      | 4.           | 4.           |
| Erika Hansen | 800 m gyors            | 8:36,56  | 2.       | 4.       | A     | 8:39,25      | 7.           | 7.           |
| Janet Evans | 800 m gyors            | 8:32,69  | 1.       | 1.       | A     | 8:25,52      | 1.           |              |
| Janet Evans | 400 m gyors            | 4:09,38  | 1.       | 1.       | A     | 4:07,37      | 2.           |              |
| Lea Loveless | 100 m hát              | 1:01,19  | 2.       | 2.       | A     | 1:01,43      | 3.           |              |
| Lea Loveless | 200 m hát              | 2:11,32  | 1.       | 2.       | A     | 2:11,54      | 4.           | 4.           |
| Janie Wagstaff | 200 m hát              | 2:13,91  | 2.       | 9.       | B     | visszalépett | visszalépett | visszalépett |
| Janie Wagstaff | 100 m hát              | 1:02,29  | 2.       | 5.       | A     | 1:01,81      | 5.           | 5.           |
| Megan Kleine | 100 m mell             | 1:11,04  | 4.       | 14.      | B     | 1:11,07      | 4.           | 12.          |
| Anita Nall | 100 m mell             | 1:09,32  | 1.       | 2.       | A     | 1:08,17      | 2.           |              |
| Anita Nall | 200 m mell             | 2:27,77  | 1.       | 1.       | A     | 2:26,88      | 3.           |              |
| Jill Kristen Johnson | 200 m mell             | 2:30,80  | 2.       | 9.       | B     | 2:33,89      | 6.           | 14.          |
| Crissy Ahmann-Leighton                                                                                                   | 100 m pillangó         | 1:00,10  | 2.       | 6.       | A     | 58,74        | 2.           |              |
| Angie Wester-Krieg | 200 m pillangó         | 2:12,00  | 3.       | 6.       | A     | 2:11,46      | 6.           | 6.           |
| Nicole Haislett Dara Torres Angel Martino Jenny Thompson Ashley Tappin Crissy Ahmann-Leighton                            | 4 × 100 m gyorsváltó   | 3:41,57  | 1.       | 1.       | A     | 3:39,46      | 1.           |              |
| Lea Loveless Anita Nall Crissy Ahmann-Leighton Jenny Thompson Janie Wagstaff Megan Kleine Summer Sanders Nicole Haislett | 4 × 100 m vegyes váltó | 4:10,83  | 1.       | 3.       | A     | 4:02,54      | 1.           |              |

* - egy másik versenyzővel azonos időt ért el

** - két másik versenyzővel azonos időt ért el

## Vitorlázás
Férfi
| Versenyző                   | Versenyszám     | Futam  | Futam | Futam | Futam | Futam  | Futam | Futam  | Futam | Futam | Futam | Pontszám | Helyezés |
| Versenyző                   | Versenyszám     | 1      | 2     | 3     | 4     | 5      | 6     | 7      | 8     | 9     | 10    | Pontszám | Helyezés |
| --------------------------- | --------------- | ------ | ----- | ----- | ----- | ------ | ----- | ------ | ----- | ----- | ----- | -------- | -------- |
| Mike Gebhardt               | Szörfvitorlázás | 5,7    | 8,0   | 10,0  | 3,0   | (17,0) | 13,0  | 17,0   | 5,7   | 3,0   | 5,7   | 71,1     |          |
| Brian Ledbetter             | Finn dingi      | 3,0    | 11,7  | 5,7   | 10,0  | 3,0    | 0,0   | (36,0) |       |       |       | 33,4     |          |
| Kevin Burnham Morgan Reeser | 470-es osztály  | (18,0) | 0,0   | 8,0   | 16,0  | 16,0   | 3,0   | 11,7   |       |       |       | 54,7     |          |

Női
| Versenyző                   | Versenyszám     | Futam  | Futam | Futam  | Futam | Futam | Futam  | Futam | Futam | Futam | Futam | Pontszám | Helyezés |
| Versenyző                   | Versenyszám     | 1      | 2     | 3      | 4     | 5     | 6      | 7     | 8     | 9     | 10    | Pontszám | Helyezés |
| --------------------------- | --------------- | ------ | ----- | ------ | ----- | ----- | ------ | ----- | ----- | ----- | ----- | -------- | -------- |
| Carrie Butler-Beashel       | Szörfvitorlázás | 11,7   | 17,0  | 19,0   | 17,0  | 3,0   | (20,0) | 13,0  | 0,0   | 15,0  | 0,0   | 95,7     | 5.       |
| Julia Trotman               | Europe          | 0,0    | 3,0   | (31,0) | 5,7   | 8,0   | 31,0   | 15,0  |       |       |       | 62,7     |          |
| Pamela Healy Jennifer Isler | 470-es osztály  | (24,0) | 11,7  | 3,0    | 3,0   | 3,0   | 10,0   | 10,0  |       |       |       | 40,7     |          |

Nyílt
| Versenyző                     | Versenyszám     | Futam | Futam | Futam   | Futam | Futam  | Futam | Futam  | Pontszám | Helyezés |
| Versenyző                     | Versenyszám     | 1     | 2     | 3       | 4     | 5      | 6     | 7      | Pontszám | Helyezés |
| ----------------------------- | --------------- | ----- | ----- | ------- | ----- | ------ | ----- | ------ | -------- | -------- |
| Harold Haenel Mark Reynolds   | Csillaghajó     | 3,0   | 0,0   | 5,7     | 0,0   | 5,7    | 17,0  | (33,0) | 31,4     |          |
| Keith Notary Randy Smyth      | Tornádó         | 0,0   | 3,0   | (29,0*) | 14,0  | 0,0    | 8,0   | 17,0   | 42,0     |          |
| Stephen Bourdow Paul Foerster | Repülő hollandi | 11,7  | 0,0   | 0,0     | 0,0   | (23,0) | 8,0   | 13,0   | 32,7     |          |

| Versenyző                              | Versenyszám | Előfutam | Előfutam | Előfutam | Előfutam | Előfutam | Előfutam | Előfutam | Előfutam | Csoportkör | Csoportkör | Csoportkör | Csoportkör | Csoportkör | Csoportkör | Csoportkör | Kieséses szakasz           | Kieséses szakasz  | Helyezés |
| Versenyző                              | Versenyszám | 1        | 2        | 3        | 4        | 5        | 6        | Pont     | Hely.    | DEN        | ESP        | GER        | SWE        | GBR        | Pont       | Hely.      | Elődöntő                   | Döntő             | Helyezés |
| -------------------------------------- | ----------- | -------- | -------- | -------- | -------- | -------- | -------- | -------- | -------- | ---------- | ---------- | ---------- | ---------- | ---------- | ---------- | ---------- | -------------------------- | ----------------- | -------- |
| James Brady Douglas Kern Kevin Mahaney | Soling      | 0,0      | 13,0     | 5,7      | 0,0      | 5,7      | (31,0)   | 24,4     | 1.       | 1-0        | 1-0        | 0-1        | 1-0        | 1-0        | 4          | 1.         | Nagy-Britannia (GBR) · 2-0 | Dánia (DEN) · 0-2 |          |

* - kizárták

## Vívás
Férfi
| Versenyző                                                                       | Versenyszám       | Csoportkör | Csoportkör | Selejtező                                    | 32-es főtábla                    | Egyenes ág a negyeddöntőért        | Egyenes ág a negyeddöntőért | Vigaszág a negyeddöntőért         | Vigaszág a negyeddöntőért                    | Vigaszág a negyeddöntőért | Vigaszág a negyeddöntőért | Negyeddöntő       | Elődöntő          | Döntő             | Helyezés |
| Versenyző                                                                       | Versenyszám       | Csoportkör | Csoportkör | Selejtező                                    | 32-es főtábla                    | 1. kör                             | 2. kör                      | 1. kör                            | 2. kör                                       | 3. kör                    | 4. kör                    | Negyeddöntő       | Elődöntő          | Döntő             | Helyezés |
| Versenyző                                                                       | Versenyszám       | Ellenfél Eredmény | Hely.      | Ellenfél Eredmény                            | Ellenfél Eredmény                | Ellenfél Eredmény                  | Ellenfél Eredmény           | Ellenfél Eredmény                 | Ellenfél Eredmény                            | Ellenfél Eredmény         | Ellenfél Eredmény         | Ellenfél Eredmény | Ellenfél Eredmény | Ellenfél Eredmény | Helyezés |
| ------------------------------------------------------------------------------- | ----------------- | --- | ---------- | -------------------------------------------- | -------------------------------- | ---------------------------------- | --------------------------- | --------------------------------- | -------------------------------------------- | ------------------------- | ------------------------- | ----------------- | ----------------- | ----------------- | -------- |
| Eric Bravin                                                                     | Tőr, egyéni       | 3. csoport · Érsek Zsolt (HUN) · 2-5 · Udo Wagner (GER) · 2-5 · Anatol Richter (AUT) · 0-5 · Jonathan Davis (GBR) · 5-4 · Enzo da Ponte (PAR) · 5-2 · Wong Liang Hun (SIN) · 5-1                          | 5.         | Lou Mún-tóng (Lo Moon Tong) (HKG) · 3-5, 4-6 | kiesett                          | kiesett                            | kiesett                     | kiesett                           | kiesett                                      | kiesett                   | kiesett                   | kiesett           | kiesett           | kiesett           | 39.      |
| Zaddick Longenbach                                                              | Tőr, egyéni       | 2. csoport · Dmitrij Sevcsenko (EUN) · 1-5 · Marian Sypniewski (POL) · 4-5 · Kiss Róbert (HUN) · 5-3 · Vang Li-hung (Wang Lihong) (CHN) · 5-2 · Kim Seung-Pyo (KOR) · 4-5 · José Guimarães (POR) · 2-5    | 4.*        | Oscar García Pérez (CUB) · 3-5, 2-5          | kiesett                          | kiesett                            | kiesett                     | kiesett                           | kiesett                                      | kiesett                   | kiesett                   | kiesett           | kiesett           | kiesett           | 45.      |
| Michael Marx                                                                    | Tőr, egyéni       | 1. csoport · Je Csung (Ye Chong) (CHN) · 3-5 · Thorsten Weidner (GER) · 2-5 · Vjacseszlav Grigorjev (EUN) · 3-5 · Kim Jongho (KOR) · 5-2 · Walter Torres (PHI) · 5-0 · Tan Kim Huat (SIN) · 5-0           | 4.         | Nagano Josihide (JPN) · 2-5, 3-5             | kiesett                          | kiesett                            | kiesett                     | kiesett                           | kiesett                                      | kiesett                   | kiesett                   | kiesett           | kiesett           | kiesett           | 36.      |
| Robert Marx                                                                     | Párbajtőr, egyéni | 4. csoport · Kulcsár Krisztián (HUN) · 2-5 · Robert Felisiak (GER) · 1-5 · Michael O’Brien (IRL) · 1-5 · Manuel Pereira (ESP) · 5-5 · José Bandeira (POR) · 5-0 · José Marcelo Álvarez (PAR) · 5-3        | 4.         | Roman Ječmínek (TCH) · 6-4, 5-2              | Sandro Cuomo (ITA) · 5-3, 5-3    | Kovács Iván (HUN) · 3-5, 1-5       |                             |                                   | Kulcsár Krisztián (HUN) · 2-5, 5-3, 5-6      | kiesett                   | kiesett                   | kiesett           | kiesett           | kiesett           | 24.      |
| Jon Normile                                                                     | Párbajtőr, egyéni | 9. csoport · Kovács Iván (HUN) · 1-5 · Kaido Kaaberma (EST) · 0-5 · Robert Davidson (AUS) · 4-5 · Csang Theszok (KOR) · 5-3 · Witold Gadomski (POL) · 5-4 · Tan Kim Huat (SIN) · 5-0                      | 5.         | Roberto Lazzarini (BRA) · 5-3, 2-5, 2-5      | kiesett                          | kiesett                            | kiesett                     | kiesett                           | kiesett                                      | kiesett                   | kiesett                   | kiesett           | kiesett           | kiesett           | 43.      |
| Christopher O'Loughlin                                                          | Párbajtőr, egyéni | 2. csoport · Éric Srecki (FRA) · 1-5 · Szerhij Kravcsuk (EUN) · 4-5 · Jiří Douba (TCH) · 3-5 · Stephen Paul (GBR) · 4-5 · Roberto Lazzarini (BRA) · 5-1 · Lucas Zakaria (INA) · 2-5                       | 6.         | kiesett                                      | kiesett                          | kiesett                            | kiesett                     | kiesett                           | kiesett                                      | kiesett                   | kiesett                   | kiesett           | kiesett           | kiesett           | 55.      |
| Robert Cottingham                                                               | Kard, egyéni      | 4. csoport · Alekszandr Sirsov (EUN) · 0-5 · Antonio García (ESP) · 1-5 · Gary Fletcher (GBR) · 1-5 · Köves Csaba (HUN) · 5-2 · Luís Silva (POR) · 5-2                                                    | 5.         | Gary Fletcher (GBR) · 5-2, 5-2               | Giovanni Scalzo (ITA) · 2-5, 3-5 |                                    |                             | Jean-Marie Banos (CAN) · 6-5, 5-1 | Alekszandr Sirsov (EUN) · 5-2, 1-5, 3-5      | kiesett                   | kiesett                   | kiesett           | kiesett           | kiesett           | 24.      |
| Michael Lofton                                                                  | Kard, egyéni      | 7. csoport · Giovanni Scalzo (ITA) · 3-5 · Franck Ducheix (FRA) · 2-5 · Zíszisz Bambanászisz (GRE) · 5-3 · Heorhij Pohoszov (EUN) · 5-4 · Heinrich van Garderen (RSA) · 5-1 · Anthony Plourde (CAN) · 1-5 | 5.         | erőnyerő                                     | Vilmoş Szabo (ROU) · 5-2, 5-2    | Ferdinando Meglio (ITA) · 2-5, 5-6 |                             |                                   | Robert Kościelniakowsk (POL) · 5-1, 4-6, 5-6 | kiesett                   | kiesett                   | kiesett           | kiesett           | kiesett           | 21.      |
| George Mormando                                                                 | Kard, egyéni      | 2. csoport · Vilmoş Szabo (ROU) · 4-5 · Jürgen Nolte (GER) · 2-5 · Jean-Marie Banos (CAN) · 3-5 · Marek Gniewkowski (POL) · 5-3 · Ricardo Menalda (BRA) · 5-4                                             | 5.         | Jean-Paul Banos (CAN) · 2-5, 2-5             | kiesett                          | kiesett                            | kiesett                     | kiesett                           | kiesett                                      | kiesett                   | kiesett                   | kiesett           | kiesett           | kiesett           | 34.      |
| Robert Cottingham John Friedberg Michael Lofton George Mormando Peter Westbrook | Kard, csapat      | 2. csoport · Franciaország (FRA) · 5-9 · Románia (ROU) · 5-9 | 3.         |                                              |                                  |                                    |                             |                                   |                                              |                           |                           | kiesett           | kiesett           | kiesett           | 9.       |

Női
| Versenyző                                                                 | Versenyszám | Csoportkör | Csoportkör | Selejtező                       | 32-es főtábla                 | Egyenes ág a negyeddöntőért | Egyenes ág a negyeddöntőért | Vigaszág a negyeddöntőért                  | Vigaszág a negyeddöntőért | Vigaszág a negyeddöntőért | Vigaszág a negyeddöntőért | Negyeddöntő       | Elődöntő          | Döntő             | Helyezés |
| Versenyző                                                                 | Versenyszám | Csoportkör | Csoportkör | Selejtező                       | 32-es főtábla                 | 1. kör                      | 2. kör                      | 1. kör                                     | 2. kör                    | 3. kör                    | 4. kör                    | Negyeddöntő       | Elődöntő          | Döntő             | Helyezés |
| Versenyző                                                                 | Versenyszám | Ellenfél Eredmény | Hely.      | Ellenfél Eredmény               | Ellenfél Eredmény             | Ellenfél Eredmény           | Ellenfél Eredmény           | Ellenfél Eredmény                          | Ellenfél Eredmény         | Ellenfél Eredmény         | Ellenfél Eredmény         | Ellenfél Eredmény | Ellenfél Eredmény | Ellenfél Eredmény | Helyezés |
| ------------------------------------------------------------------------- | ----------- | --- | ---------- | ------------------------------- | ----------------------------- | --------------------------- | --------------------------- | ------------------------------------------ | ------------------------- | ------------------------- | ------------------------- | ----------------- | ----------------- | ----------------- | -------- |
| Caitlin Bilodeaux                                                         | Tőr, egyéni | 6. csoport · Elisabeta Guzganu-Tufan (ROU) · 1-5 · Jánosi Zsuzsa (HUN) · 5-4 · Anna Sobczak (POL) · 5-1 · Julia Bracewell (GBR) · 5-4 · Yanina Iannuzzi (ARG) · 5-4 · Laurence Modaine (FRA) · 2-5 | 4.         | erőnyerő                        | Anna Sobczak (POL) · 5-6, 1-5 |                             |                             | Francesca Bortolozzi (ITA) · 1-5, 6-4, 2-5 | kiesett                   | kiesett                   | kiesett                   | kiesett           | kiesett           | kiesett           | 29.      |
| Mary O'Neill                                                              | Tőr, egyéni | 4. csoport · Olga Velicsko (EUN) · 0-5 · Zita-Eva Funkenhauser (GER) · 3-5 · Vang Huj-feng (Wang Hui-feng) (CHN) · 2-5 · Montserat Esquerdo (ESP) · 1-5 · Linda Strachan (GBR) · 5-1               | 5.         | Fiona McIntosh (GBR) · 3-5, 0-5 | kiesett                       | kiesett                     | kiesett                     | kiesett                                    | kiesett                   | kiesett                   | kiesett                   | kiesett           | kiesett           | kiesett           | 36.      |
| Molly Sullivan                                                            | Tőr, egyéni | 3. csoport · Jelena Glikina (EUN) · 1-5 · Barbara Wolnicka (POL) · 1-5 · Claudia Grigorescu (ROU) · 0-5 · Sabine Bau (GER) · 0-5 · Kim Dzsinszun (KOR) · 5-1                                       | 6.         | kiesett                         | kiesett                       | kiesett                     | kiesett                     | kiesett                                    | kiesett                   | kiesett                   | kiesett                   | kiesett           | kiesett           | kiesett           | 39.      |
| Caitlin Bilodeaux Ann Marsh Sharon Monplaisir Mary O'Neill Molly Sullivan | Tőr, csapat | 4. csoport · Kína (CHN) · 4-9 · Franciaország (FRA) · 5-9 | 3.         |                                 |                               |                             |                             |                                            |                           |                           |                           | kiesett           | kiesett           | kiesett           | 9.       |

* - egy másik versenyzővel azonos eredményt ért el

## Vízilabda
| Amerikai férfi vízilabdacsapat-játékoskeret                                                                   | Amerikai férfi vízilabdacsapat-játékoskeret                                                 |
| --- | ------------------------------------------------------------------------------------------- |
| - Jeff Campbell - Chris Duplanty - Mike Evans - Kirk Everist - Erich Fischer - Charles Harris - Chris Humbert | - Doug Kimbell - Craig Klass - Alex Rousseau - Terry Schroeder - John Vargas - Craig Wilson |

### Eredmények
Csoportkör
A csoport
| Csapat                  | M | Gy | D | V | G+ | G– | Gk  | P  |
| ----------------------- | - | -- | - | - | -- | -- | --- | -- |
| Egyesített Csapat (EUN) | 5 | 5  | 0 | 0 | 50 | 32 | +18 | 10 |
| Egyesült Államok (USA)  | 5 | 4  | 0 | 1 | 40 | 24 | +16 | 8  |
| Ausztrália (AUS)        | 5 | 2  | 1 | 2 | 44 | 41 | +3  | 5  |
| Németország (GER)       | 5 | 1  | 2 | 2 | 38 | 41 | –3  | 4  |
| Franciaország (FRA)     | 5 | 1  | 1 | 3 | 38 | 42 | –4  | 3  |
| Csehszlovákia (TCH)     | 5 | 0  | 0 | 5 | 33 | 63 | –30 | 0  |

| 1992. augusztus 1. 10:45 | Ausztrália (AUS)     | 4–8 | Egyesült Államok (USA) | Játékvezetők: Eugenio Asencio (ESP), Alfred van Dorp (NED) |
| 1992. augusztus 1. 10:45 | (1–1, 1–2, 1–3, 1–2) |     |                        | Játékvezetők: Eugenio Asencio (ESP), Alfred van Dorp (NED) |
| 1992. augusztus 1. 10:45 | Clark 3              |     | Kimbell, Klass 2       | Játékvezetők: Eugenio Asencio (ESP), Alfred van Dorp (NED) |

| 1992. augusztus 2. 09:30 | Csehszlovákia (TCH)  | 3–9 | Egyesült Államok (USA) | Játékvezetők: Luis Cilloro Zea (ESP), Masaoka Masaru (JPN) |
| 1992. augusztus 2. 09:30 | (2–2, 0–2, 0–3, 1–2) |     |                        | Játékvezetők: Luis Cilloro Zea (ESP), Masaoka Masaru (JPN) |
| 1992. augusztus 2. 09:30 | három játékos 1      |     | Evans 2                | Játékvezetők: Luis Cilloro Zea (ESP), Masaoka Masaru (JPN) |

| 1992. augusztus 3. 09:30 | Egyesült Államok (USA) | 11–7 | Franciaország (FRA) | Játékvezetők: Franco Picchetto (ITA), Lionel Kong-Chung Liew (SIN) |
| 1992. augusztus 3. 09:30 | (2–0, 3–3, 3–1, 3–3)   |      |                     | Játékvezetők: Franco Picchetto (ITA), Lionel Kong-Chung Liew (SIN) |
| 1992. augusztus 3. 09:30 | Humbert 3              |      | Garsau 3            | Játékvezetők: Franco Picchetto (ITA), Lionel Kong-Chung Liew (SIN) |

| 1992. augusztus 5. 12:00 | Egyesített Csapat (EUN) | 8–5 | Egyesült Államok (USA) | Játékvezetők: Eugenio Asencio (ESP), Eugenio Martinez (CUB) |
| 1992. augusztus 5. 12:00 | (0–2, 3–2, 2–0, 3–1)    |     |                        | Játékvezetők: Eugenio Asencio (ESP), Eugenio Martinez (CUB) |
| 1992. augusztus 5. 12:00 | Apanaszenko 2           |     | Humbert 2              | Játékvezetők: Eugenio Asencio (ESP), Eugenio Martinez (CUB) |

| 1992. augusztus 6. 12:00 | Egyesült Államok (USA) | 7–2 | Németország (GER) | Játékvezetők: Alfred van Dorp (NED), Wim Keman (AHO) |
| 1992. augusztus 6. 12:00 | (1–0, 2–0, 3–2, 1–0)   |     |                   | Játékvezetők: Alfred van Dorp (NED), Wim Keman (AHO) |
| 1992. augusztus 6. 12:00 | Fischer, Rousseau 2    |     | Stamm, Reibe 1    | Játékvezetők: Alfred van Dorp (NED), Wim Keman (AHO) |

Elődöntő
| 1992. augusztus 8. 20:00 | Egyesült Államok (USA) | 4–6 | Spanyolország (ESP) | Játékvezetők: Juergen Blan (GER), Eugenio Martinez (CUB) |
| 1992. augusztus 8. 20:00 | (1–1, 1–3, 1–0, 1–2)   |     |                     | Játékvezetők: Juergen Blan (GER), Eugenio Martinez (CUB) |
| 1992. augusztus 8. 20:00 | négy játékos 1         |     | García 3            | Játékvezetők: Juergen Blan (GER), Eugenio Martinez (CUB) |

Bronzmérkőzés
| 1992. augusztus 9. 15:15 | Egyesült Államok (USA) | 4–8 | Egyesített Csapat (EUN) | Játékvezetők: Eugenio Asencio (ESP), John Dwyer Whitehouse (AUS) |
| 1992. augusztus 9. 15:15 | (2–1, 0–2, 1–4, 1–1)   |     |                         | Játékvezetők: Eugenio Asencio (ESP), John Dwyer Whitehouse (AUS) |
| 1992. augusztus 9. 15:15 | Kimbell 2              |     | Apanaszenko 3           | Játékvezetők: Eugenio Asencio (ESP), John Dwyer Whitehouse (AUS) |

| Csapat                 | Helyezés |
| ---------------------- | -------- |
| Egyesült Államok (USA) | 4.       |